# Specie di piante carnivore
La seguente lista elenca in ordine alfabetico tutte le specie viventi di piante carnivore, suddivise per genere di appartenenza. Questa lista, che si attiene al recente schema compilato da Jan Schlauer, include anche quelle piante che, per mancanza di alcuni requisiti, vengono usualmente definite "semicarnivore". Per l'elenco di possibili sottospecie, ibridi, cultivar, sinonimi e specie estinte si consiglia la lettura delle voci più specifiche.

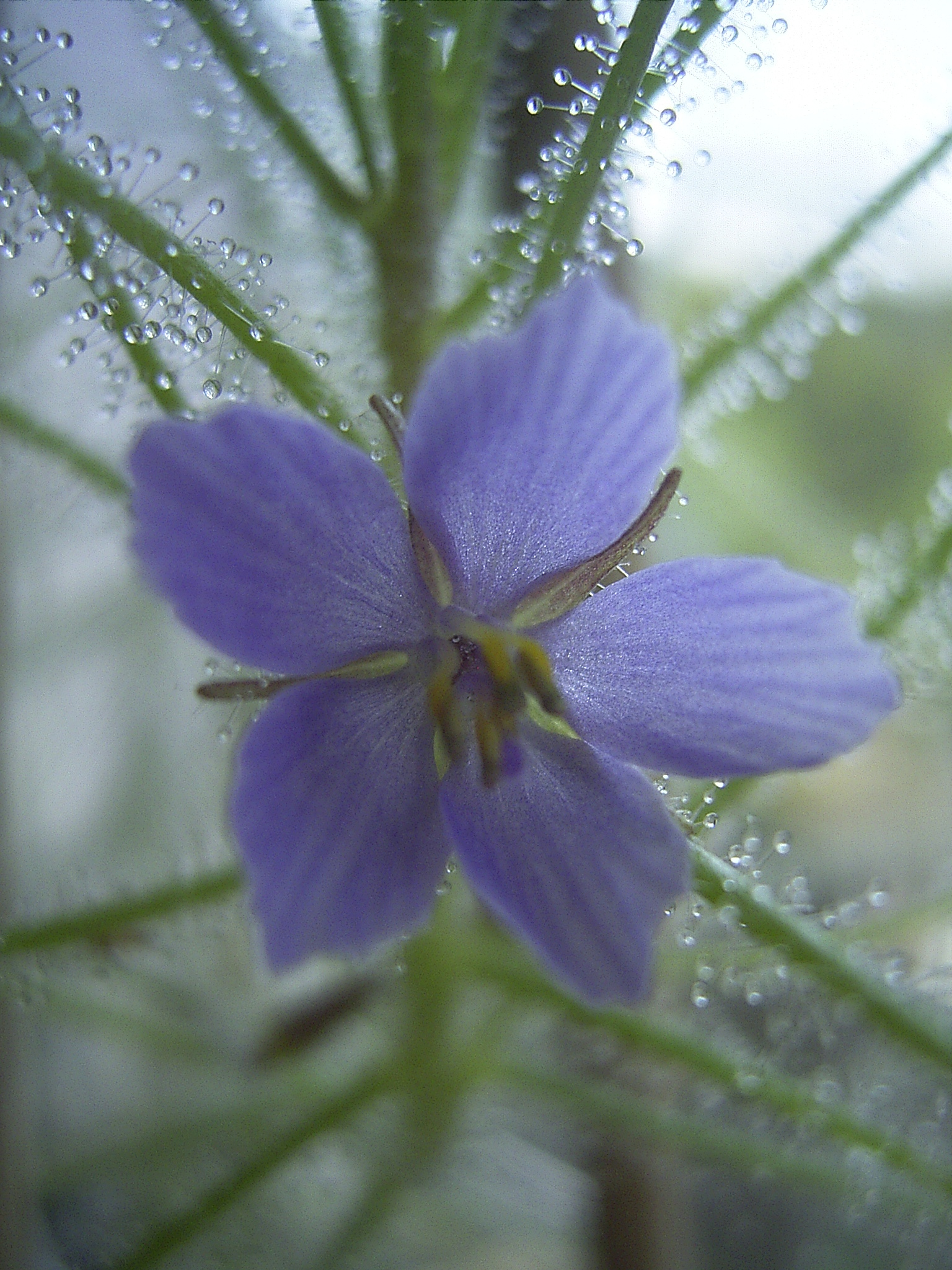
Byblis liniflora

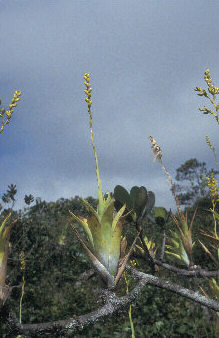
Catopsis berteroniana

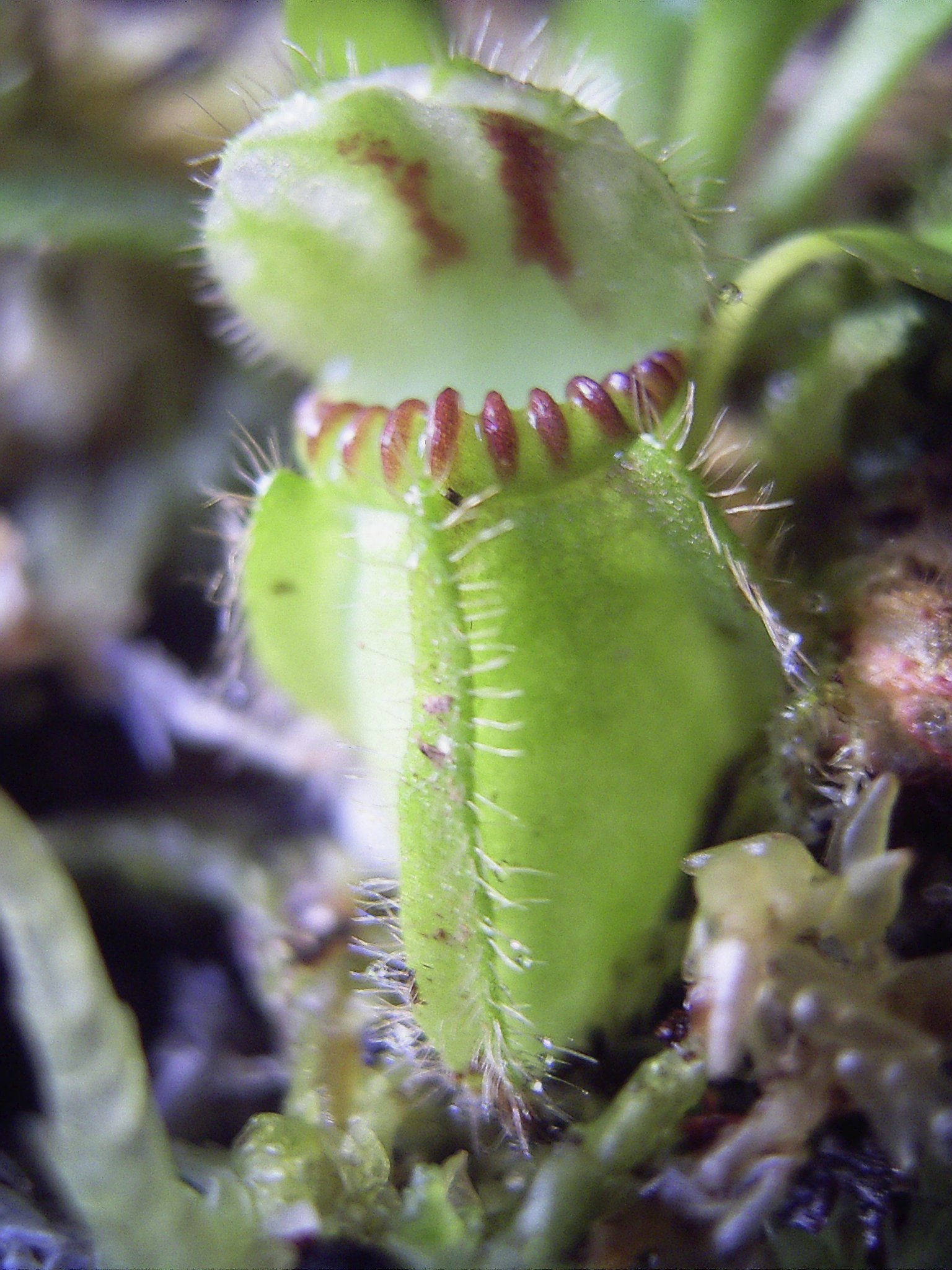
Cephalotus follicularis

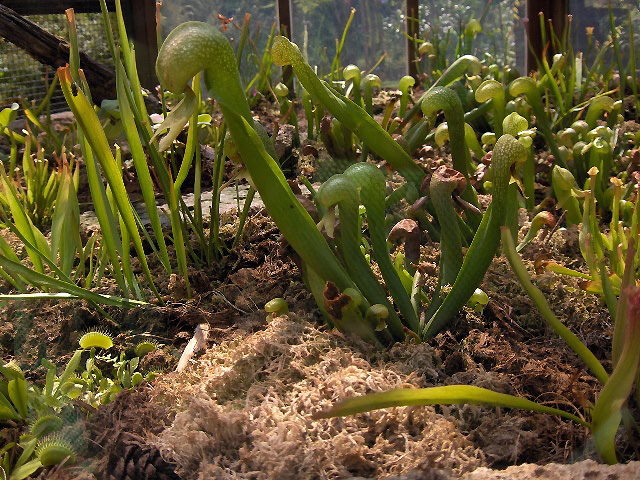
Darlingtonia californica

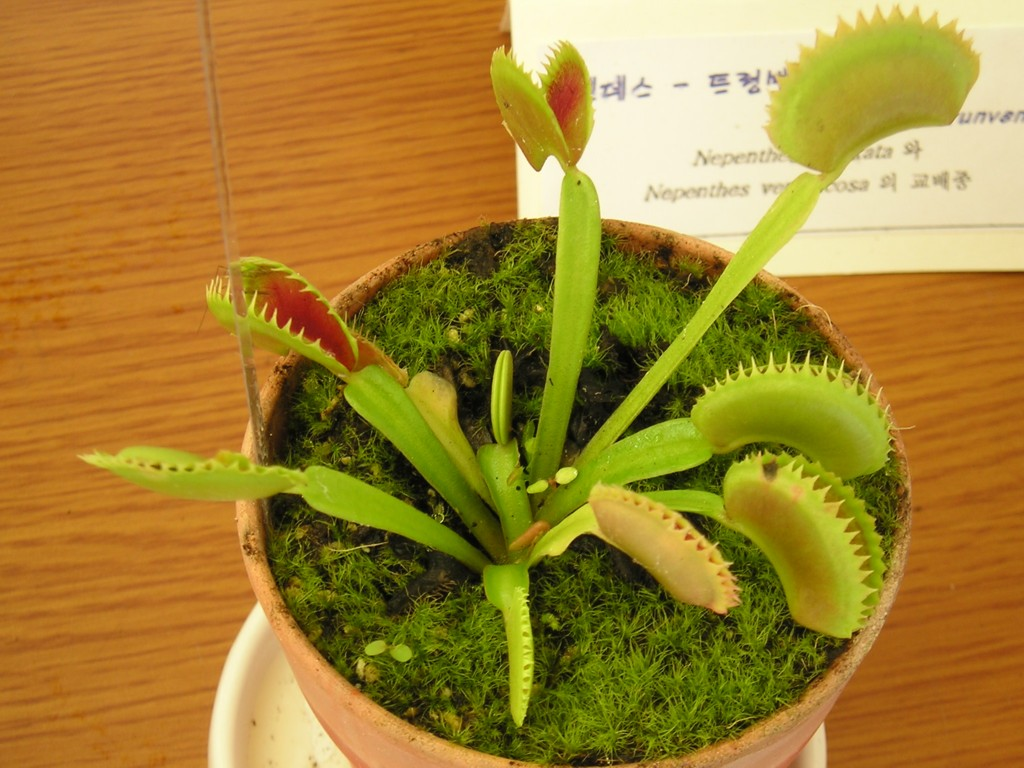
Dionaea muscipula

## Aldrovanda
- Aldrovanda vesiculosa L., 1753

## Brocchinia
- Brocchinia reducta Baker, 1882

## Byblis
- Byblis aquatica Lowrie & Conran, 1998
- Byblis filifolia Planch., 1848
- Byblis gigantea Lindl., 1839
- Byblis lamellata Lowrie & Conran, 2002
- Byblis liniflora Salisb., 1808
- Byblis rorida Lowrie & Conran, 1998

## Catopsis
- Catopsis berteroniana Mez, 1896

## Cephalotus
- Cephalotus follicularis Labill., 1806

## Darlingtonia
- Darlingtonia californica Torr., 1853 - Pianta cobra

## Dionaea
- Dionaea muscipula Soland. ex Ellis, 1773 - Dionea o Venus acchiappamosche

## Drosera

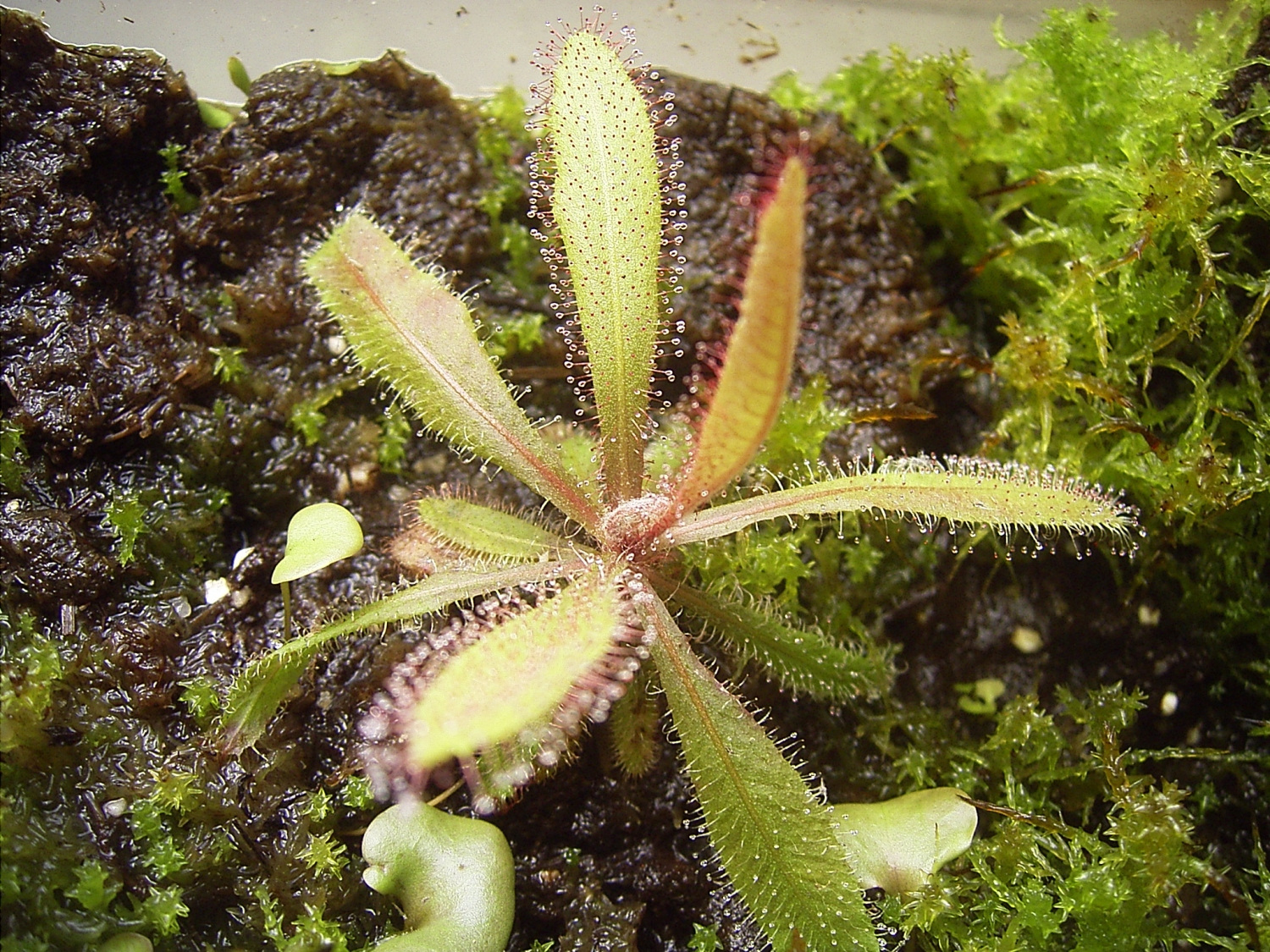
Drosera adelae

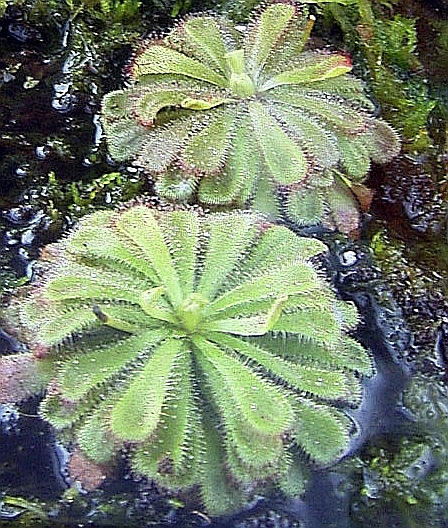
Drosera aliciae

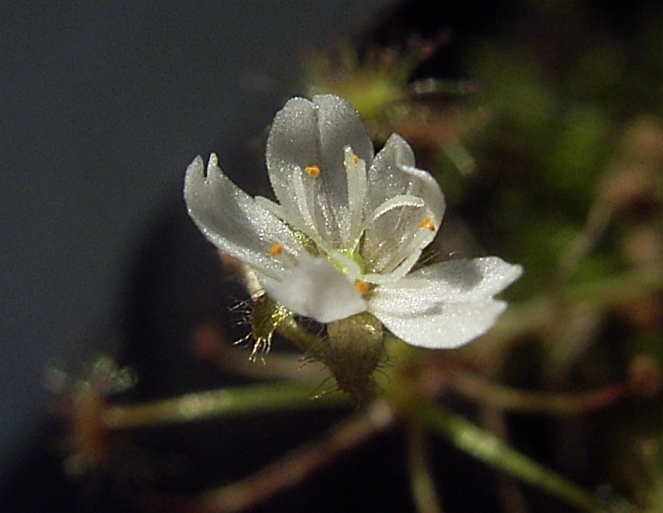
Drosera banksii

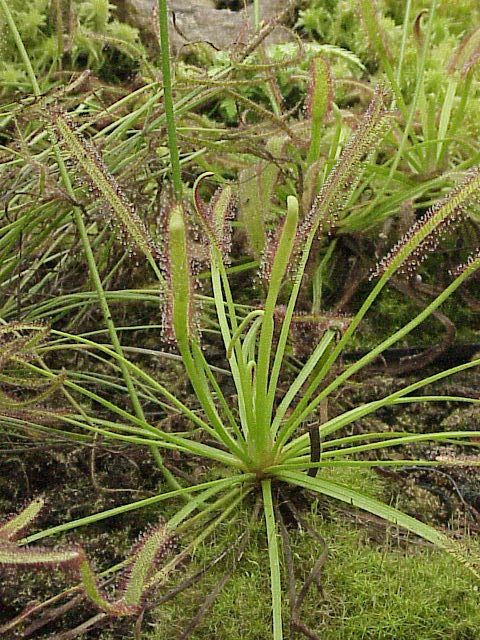
Drosera capensis

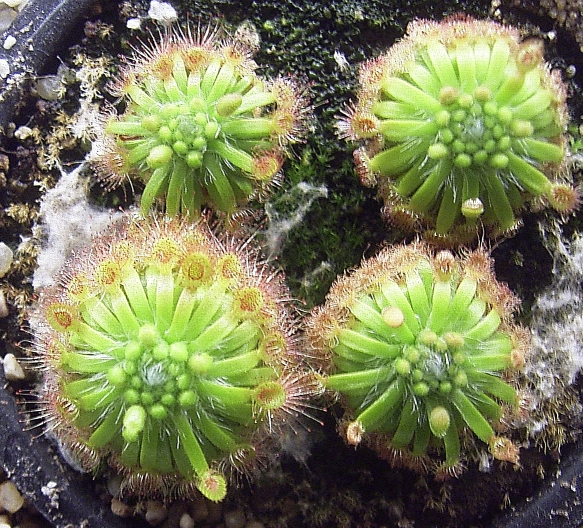
Drosera closterostigma

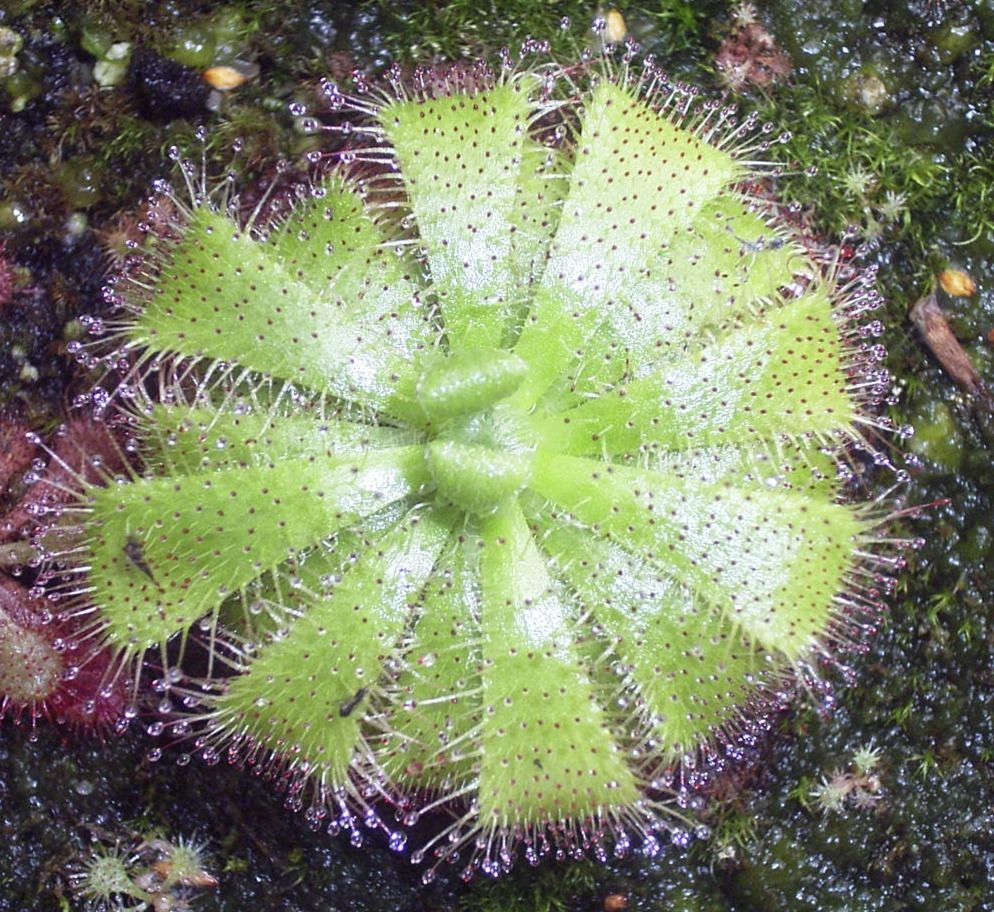
Drosera cuneifolia

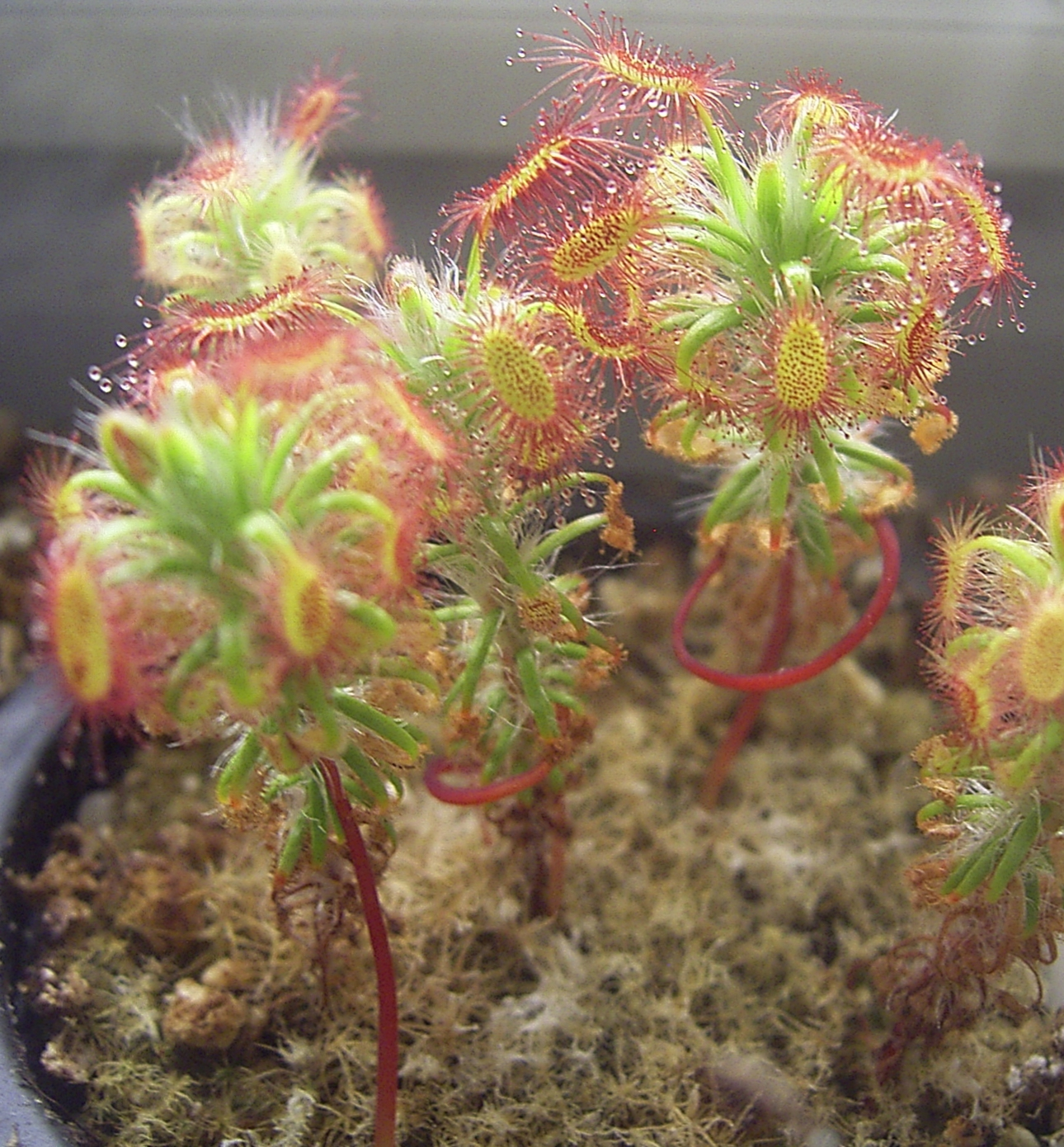
Drosera lasiantha

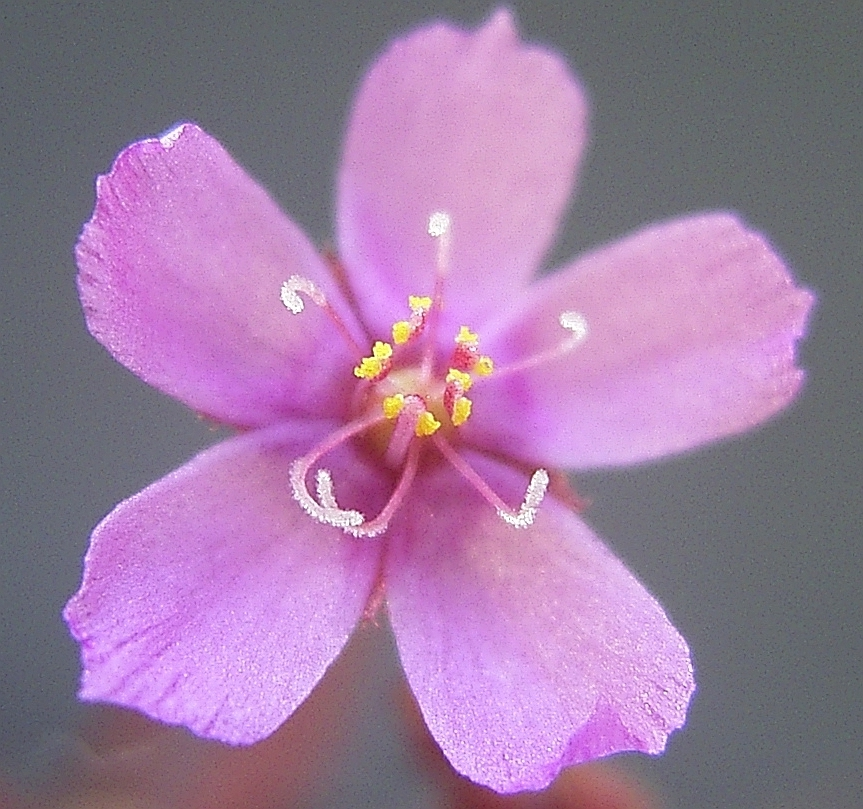
Drosera hartmeyerorum

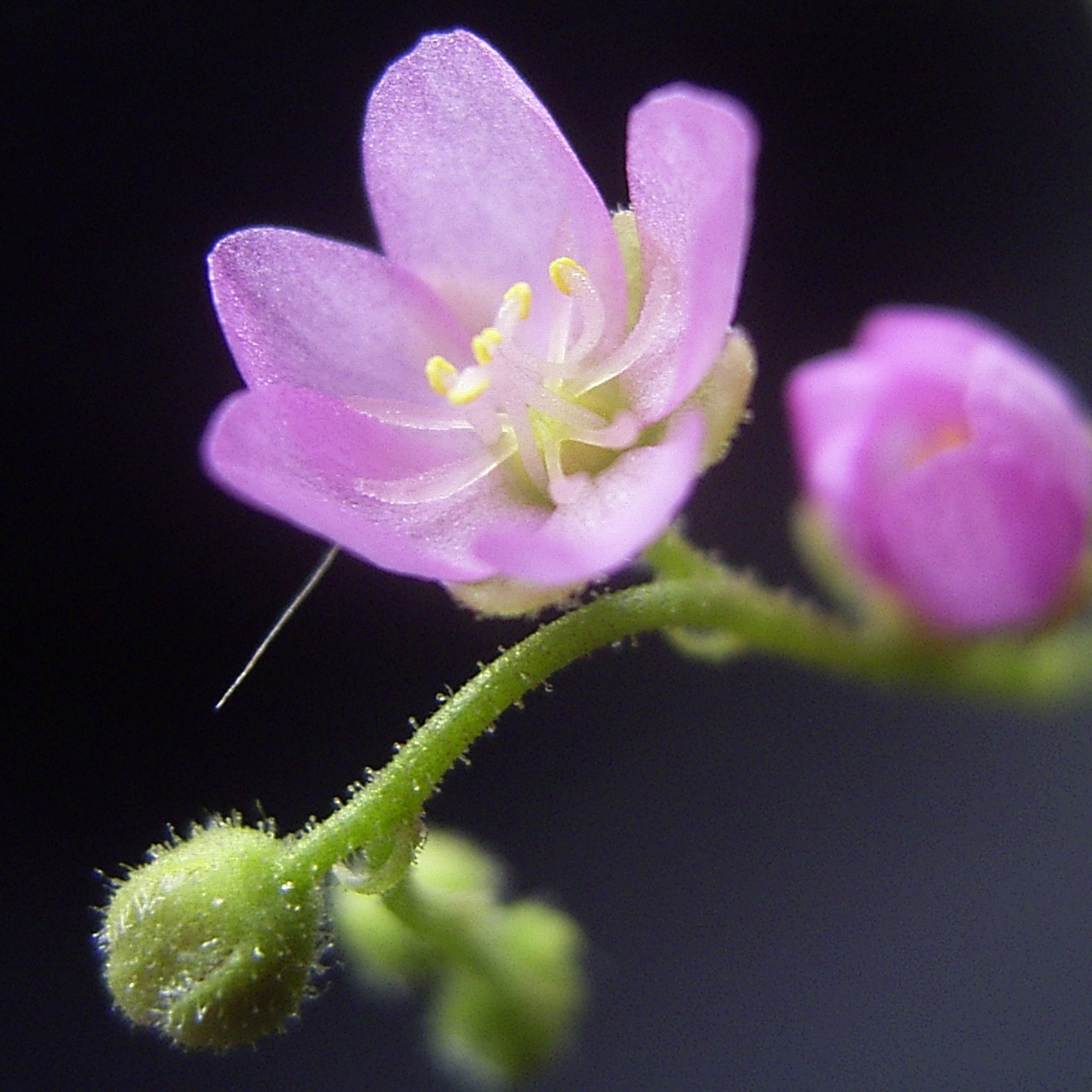
Drosera madagascariensis

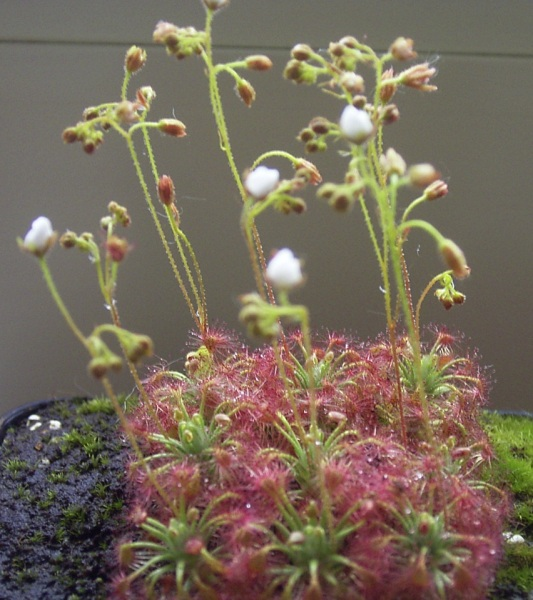
Drosera nitidula

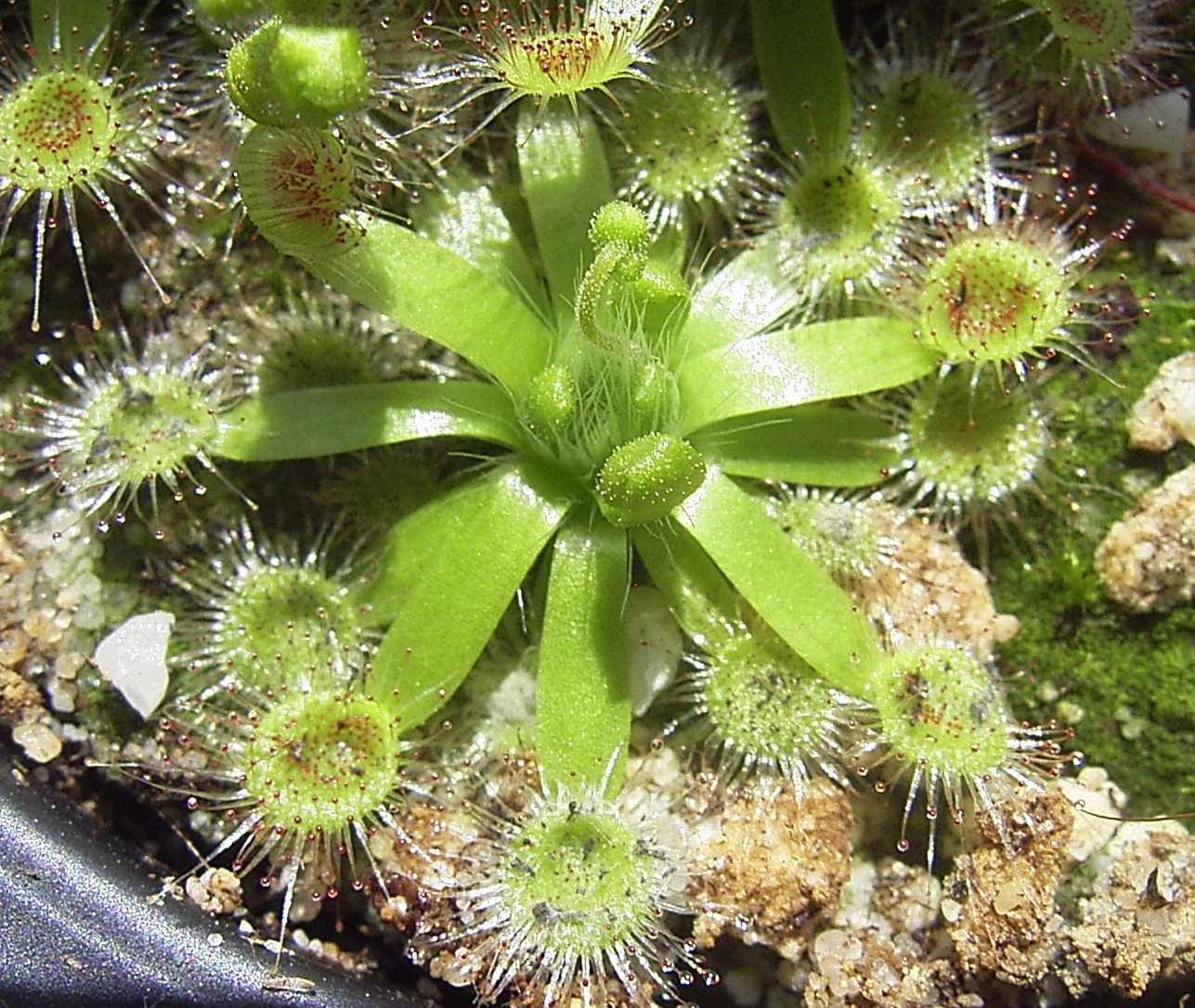
Drosera pulchella

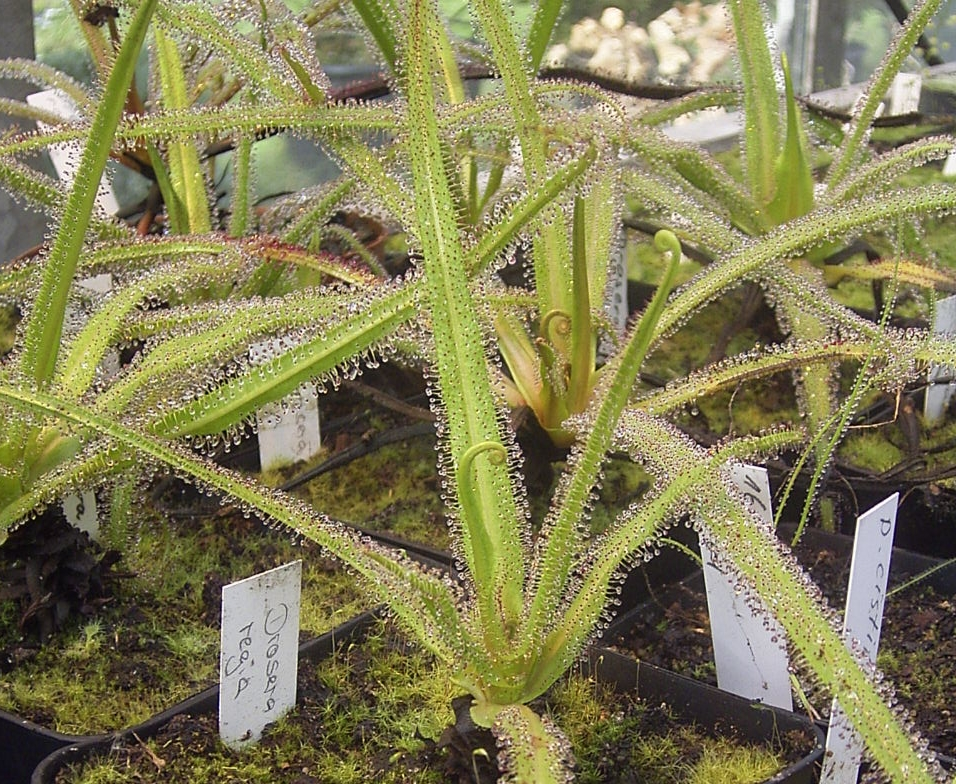
Drosera regia

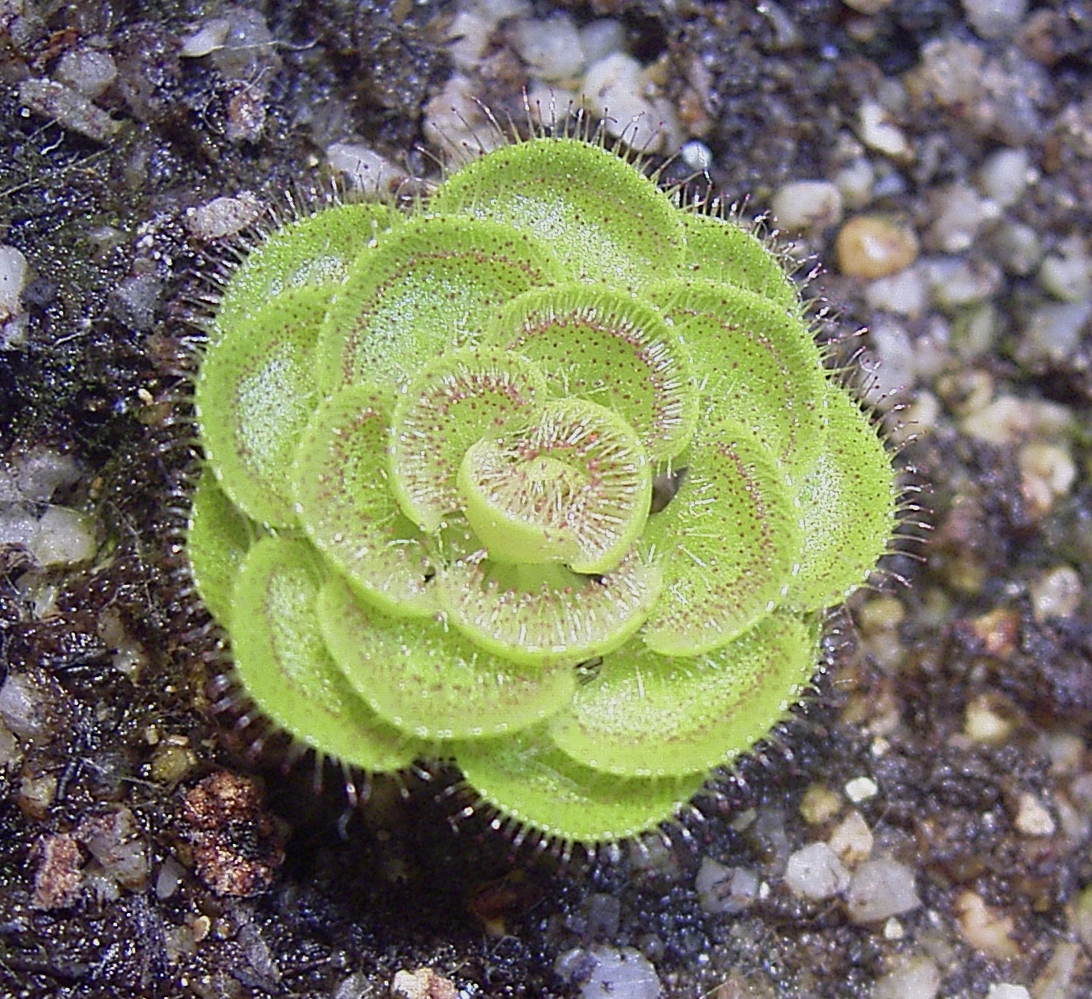
Drosera zonaria

- Drosera aberrans (Lowrie & Carlquist) Lowrie & Conran
- Drosera acaulis L.f.
- Drosera adelae F.Muell.
- Drosera admirabilis Debbert
- Drosera affinis Welw. ex Oliv.
- Drosera alba E.Phillips
- Drosera albonotata A.S.Rob., A.T.Cross, Meisterl & A.Fleischm.
- Drosera aliciae Raym.-Hamet
- Drosera allantostigma (N.G.Marchant & Lowrie) Lowrie & Conran
- Drosera amazonica Rivadavia, A.Fleischm. & Vicent.
- Drosera andersoniana Fitzg. ex Ewart & Jean White
- Drosera androsacea Diels
- Drosera anglica Huds.
- Drosera aquatica Lowrie
- Drosera arachnoides Rakotoar. & A.Fleischm.
- Drosera arcturi Hook.
- Drosera arenicola Steyerm.
- Drosera ascendens A.St.-Hil.
- Drosera atrostyla Debbert
- Drosera aurantiaca Lowrie
- Drosera auriculata Backh. ex Planch.
- Drosera australis (N.G.Marchant & Lowrie) Lowrie & Conran
- Drosera × badgerupii Cheek
- Drosera × badgingarra Lowrie & Conran
- Drosera banksii R.Br. ex DC.
- Drosera barbigera Planch.
- Drosera barrettiorum Lowrie
- Drosera basifolia (N.G.Marchant & Lowrie) Lowrie
- Drosera bequaertii Taton
- Drosera bicolor Lowrie & Carlquist
- Drosera biflora Willd. ex Schult.
- Drosera binata Labill.
- Drosera bindoon Lowrie
- Drosera × bockowskii Scholl
- Drosera brevicornis Lowrie
- Drosera brevifolia Pursh
- Drosera broomensis Lowrie
- Drosera browniana Lowrie & N.G.Marchant
- Drosera bulbigena Morrison
- Drosera bulbosa Hook.
- Drosera burkeana Planch.
- Drosera burmanni Vahl
- Drosera buubugujin M.T.Mathieson
- Drosera caduca Lowrie
- Drosera × californica Cheek
- Drosera callistos N.G.Marchant & Lowrie
- Drosera calycina Planch.
- Drosera camporupestris Rivadavia
- Drosera capensis L.
- Drosera capillaris Poir.
- Drosera × carbarup Lowrie & Conran
- Drosera cayennensis Sagot ex Diels
- Drosera cendeensis Tamayo & Croizat
- Drosera chimaera Gonella & Rivadavia
- Drosera chrysolepis Taub.
- Drosera cistiflora L.
- Drosera citrina Lowrie & Carlquist
- Drosera closterostigma N.G.Marchant & Lowrie
- Drosera coalara Lowrie & Conran
- Drosera coccipetala Debbert
- Drosera collina (N.G.Marchant & Lowrie) Lowrie
- Drosera collinsiae N.E.Br.
- Drosera communis A.St.-Hil.
- Drosera condor Gonella, A.Fleischm. & Rivadavia
- Drosera coomallo Lowrie & Conran
- Drosera × corinthiaca R.A.Gibson & E.Green
- Drosera cucullata Lowrie
- Drosera cuneifolia L.f.
- Drosera curvipes Planch.
- Drosera darwinensis Lowrie
- Drosera depauperata Lowrie & Conran
- Drosera derbyensis Lowrie
- Drosera dichrosepala Turcz.
- Drosera dielsiana Exell & J.R.Laundon
- Drosera dilatatopetiolaris Kondô
- Drosera drummondii Planch.
- Drosera echinoblastus N.G.Marchant & Lowrie
- Drosera × eloisiana T.S.Bailey
- Drosera elongata Exell & J.R.Laundon
- Drosera eneabba N.G.Marchant & Lowrie
- Drosera enodes N.G.Marchant & Lowrie
- Drosera eremaea (N.G.Marchant & Lowrie) Lowrie & Conran
- Drosera ericgreenii A.Fleischm., R.P.Gibson & Rivadavia
- Drosera erythrogyne N.G.Marchant & Lowrie
- Drosera erythrorhiza Lindl.
- Drosera esmeraldae (Steyerm.) Maguire & Wurdack
- Drosera esperensis Lowrie
- Drosera esterhuyseniae (T.M.Salter) Debbert
- Drosera falconeri Kondô & P.Tsang
- Drosera felix Steyerm. & L.B.Sm.
- Drosera filiformis Raf.
- Drosera fimbriata DeBuhr
- Drosera finlaysoniana Wall. ex Arn.
- Drosera flexicaulis Welw. ex Oliv.
- Drosera × fontinalis Rivadavia
- Drosera fragrans Lowrie
- Drosera fulva Planch.
- Drosera geniculata (N.G.Marchant & Lowrie) Lowrie
- Drosera gibsonii P.Mann
- Drosera gigantea Lindl.
- Drosera glabripes (Harv. ex Planch.) Stein
- Drosera glabriscapa Lowrie
- Drosera glanduligera Lehm.
- Drosera gracilis Hook.f. ex Planch.
- Drosera graminifolia A.St.-Hil.
- Drosera graniticola N.G.Marchant
- Drosera grantsaui Rivadavia
- Drosera graomogolensis T.R.S.Silva
- Drosera grievei Lowrie & N.G.Marchant
- Drosera gunniana (Planch.) de Salas
- Drosera hamiltonii C.R.P.Andrews
- Drosera hartmeyerorum Schlauer
- Drosera helodes N.G.Marchant & Lowrie
- Drosera heterophylla Lindl.
- Drosera hilaris Cham. & Schltdl.
- Drosera hirsuta Lowrie & Conran
- Drosera hirtella A.St.-Hil.
- Drosera hirticalyx Duno de Stefano & Culham
- Drosera hookeri R.P.Gibson, B.J.Conn & Conran
- Drosera huegelii Endl.
- Drosera humbertii Exell & J.R.Laundon
- Drosera humilis Planch.
- Drosera × hybrida Macfarl.
- Drosera hyperostigma N.G.Marchant & Lowrie
- Drosera indica L.
- Drosera indumenta Lowrie & Conran
- Drosera intermedia Hayne
- Drosera intricata Planch.
- Drosera kaieteurensis Brumm.-Ding.
- Drosera katangensis Taton
- Drosera kenneallyi Lowrie
- Drosera lanata K.Kondo
- Drosera lasiantha Lowrie & Carlquist
- Drosera latifolia (Eichler) Gonella & Rivadavia
- Drosera × legrandii Lowrie & Conran
- Drosera leioblastus N.G.Marchant & Lowrie
- Drosera leucoblasta Benth.
- Drosera leucostigma (N.G.Marchant & Lowrie) Lowrie & Conran
- Drosera linearis Goldie
- Drosera × linglica Kusak. ex R.Gauthier & Gervais
- Drosera lowriei N.G.Marchant
- Drosera lunata Buch.-Ham. ex DC.
- Drosera lutescens (A.St.-Hil.) Gonella, Rivadavia & A.Fleischm.
- Drosera macrantha Endl.
- Drosera macrophylla Lindl.
- Drosera madagascariensis DC.
- Drosera magna (N.G.Marchant & Lowrie) Lowrie
- Drosera magnifica Rivadavia & Gonella
- Drosera major (Diels) Lowrie
- Drosera mannii Cheek
- Drosera marchantii DeBuhr
- Drosera margaritacea T.Krueger & A.Fleischm.
- Drosera menziesii R.Br. ex DC.
- Drosera meristocaulis Maguire & Wurdack
- Drosera micra Lowrie & Conran
- Drosera micrantha Lehm.
- Drosera microphylla Endl.
- Drosera microscapa Debbert
- Drosera miniata Diels
- Drosera minutiflora Planch.
- Drosera modesta Diels
- Drosera monantha (Lowrie & Carlquist) Lowrie
- Drosera montana A.St.-Hil.
- Drosera monticola (Lowrie & N.G.Marchant) Lowrie
- Drosera moorei (Diels) Lowrie
- Drosera murfetii Lowrie & Conran
- Drosera myriantha Planch.
- Drosera nana Lowrie
- Drosera natalensis Diels
- Drosera neesii Lehm.
- Drosera neocaledonica Raym.-Hamet
- Drosera nidiformis Debbert
- Drosera nitidula Planch.
- Drosera nivea Lowrie & Carlquist
- Drosera oblanceolata Y.Z.Ruan
- Drosera × obovata Mert. & W.D.J.Koch
- Drosera occidentalis Morrison
- Drosera omissa Diels
- Drosera orbiculata N.G.Marchant & Lowrie
- Drosera ordensis Lowrie
- Drosera oreopodion N.G.Marchant & Lowrie
- Drosera paleacea DC.
- Drosera pallida Lindl.
- Drosera paradoxa Lowrie
- Drosera patens Lowrie & Conran
- Drosera pauciflora Banks ex DC.
- Drosera pedicellaris Lowrie
- Drosera peltata Thunb.
- Drosera peruensis T.R.S.Silva & M.D.Correa
- Drosera petiolaris R.Br. ex DC.
- Drosera pilosa Exell & J.R.Laundon
- Drosera × pingellyensis Lowrie & Conran
- Drosera planchonii Hook.f. ex Planch.
- Drosera platypoda Turcz.
- Drosera platystigma Lehm.
- Drosera porrecta Lehm.
- Drosera praefolia Tepper
- Drosera prolifera C.T.White
- Drosera prophylla (N.G.Marchant & Lowrie) Lowrie
- Drosera prostrata (N.G.Marchant & Lowrie) Lowrie
- Drosera prostratoscaposa Lowrie & Carlquist
- Drosera pulchella Lehm.
- Drosera purpurascens Schlotth.
- Drosera pycnoblasta Diels
- Drosera pygmaea DC.
- Drosera quartzicola Rivadavia & Gonella
- Drosera radicans N.G.Marchant
- Drosera ramellosa Lehm.
- Drosera ramentacea Burch. ex DC.
- Drosera rechingeri Strid
- Drosera regia Stephens
- Drosera riparia Gonella & Rivadavia
- Drosera roraimae (Klotzsch ex Diels) Maguire & J.R.Laundon
- Drosera roseana N.G.Marchant & Lowrie
- Drosera rosulata Lehm.
- Drosera rotundifolia L.
- Drosera rubrifolia Debbert
- Drosera rupicola (N.G.Marchant) Lowrie
- Drosera salina N.G.Marchant & Lowrie
- Drosera sargentii Lowrie & N.G.Marchant
- Drosera schizandra Diels
- Drosera schmutzii Lowrie & Conran
- Drosera schwackei (Diels) Rivadavia
- Drosera scorpioides Planch.
- Drosera serpens Planch.
- Drosera sessilifolia A.St.-Hil.
- Drosera sewelliae Diels
- Drosera × sidjamesii Lowrie & Conran
- Drosera silvicola Lowrie & Carlquist
- Drosera slackii Cheek
- Drosera solaris A.Fleischm., Wistuba & S.McPherson
- Drosera spatulata Labill.
- Drosera spilos N.G.Marchant & Lowrie
- Drosera spiralis A.St.-Hil.
- Drosera spirocalyx Rivadavia & Gonella
- Drosera squamosa Benth.
- Drosera stelliflora Lowrie & Carlquist
- Drosera stenopetala Hook.f.
- Drosera stipularis Baleeiro, R.W.Jobson & R.L.Barrett
- Drosera stolonifera Endl.
- Drosera stricticaulis (Diels) O.H.Sarg.
- Drosera subhirtella Planch.
- Drosera subtilis N.G.Marchant
- Drosera sulphurea Lehm.
- Drosera tentaculata Rivadavia
- Drosera thysanosepala Diels
- Drosera tokaiensis (Komiya & Shibata) T.Nakam. & K.Ueda
- Drosera tomentosa A.St.-Hil.
- Drosera tracyi Macfarl.
- Drosera trichocaulis (Diels) Lowrie & Conran
- Drosera trinervia Spreng.
- Drosera tubaestylis N.G.Marchant & Lowrie
- Drosera ultramafica A.Fleischm., A.S.Rob. & S.McPherson
- Drosera uniflora Willd.
- Drosera venusta Debbert
- Drosera verrucata Lowrie & Conran
- Drosera villosa A.St.-Hil.
- Drosera viridis Rivadavia
- Drosera walyunga N.G.Marchant & Lowrie
- Drosera whittakeri Planch.
- Drosera × woodii R.Gauthier & Gervais
- Drosera xerophila A.Fleischm.
- Drosera yilgarnensis R.P.Gibson & B.J.Conn
- Drosera yutajensis Duno de Stefano & Culham
- Drosera zeyheri T.M.Salter
- Drosera zigzagia Lowrie
- Drosera zonaria Planch.

## Drosophyllum

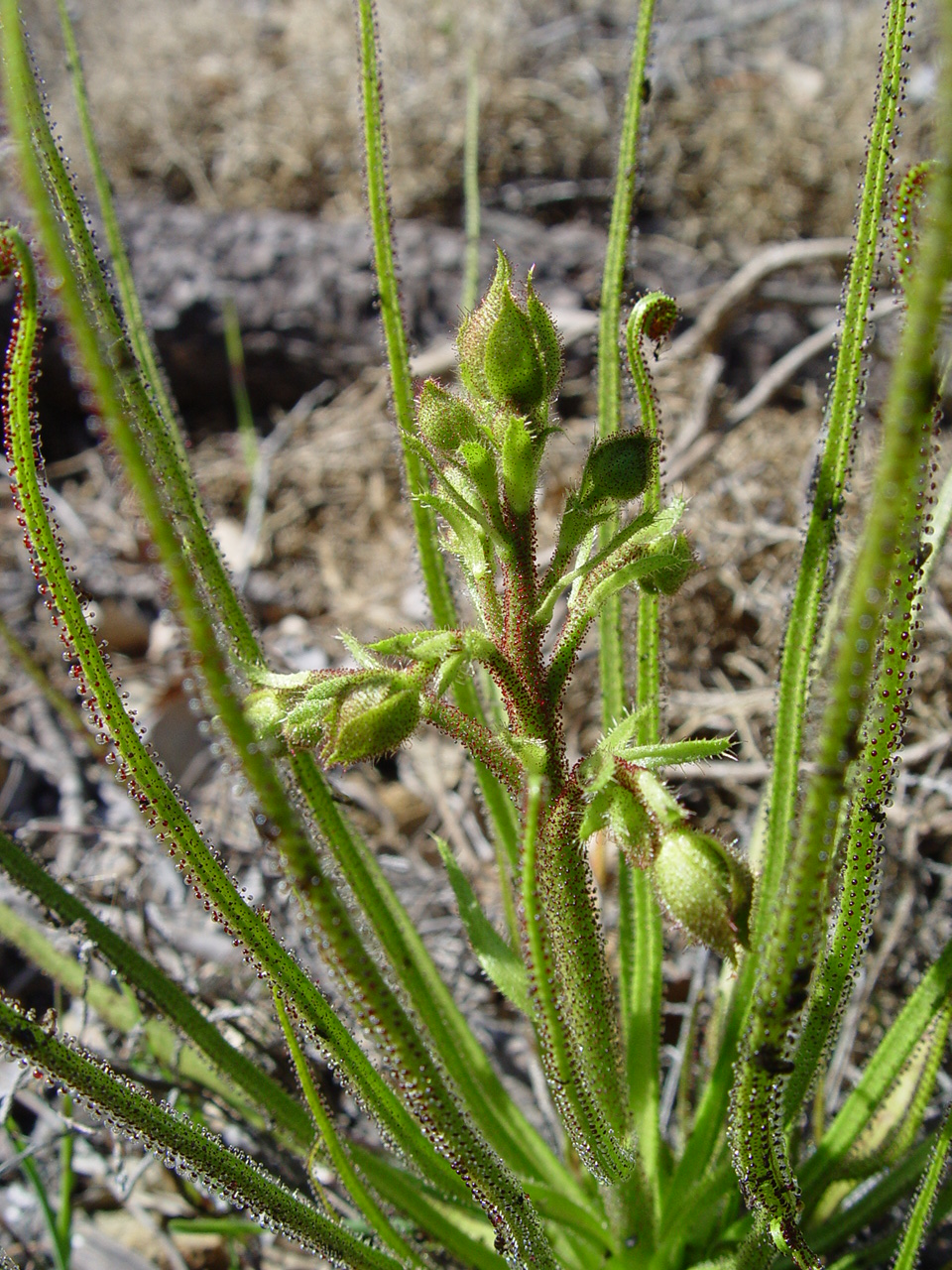
Drosophyllum lusitanicum

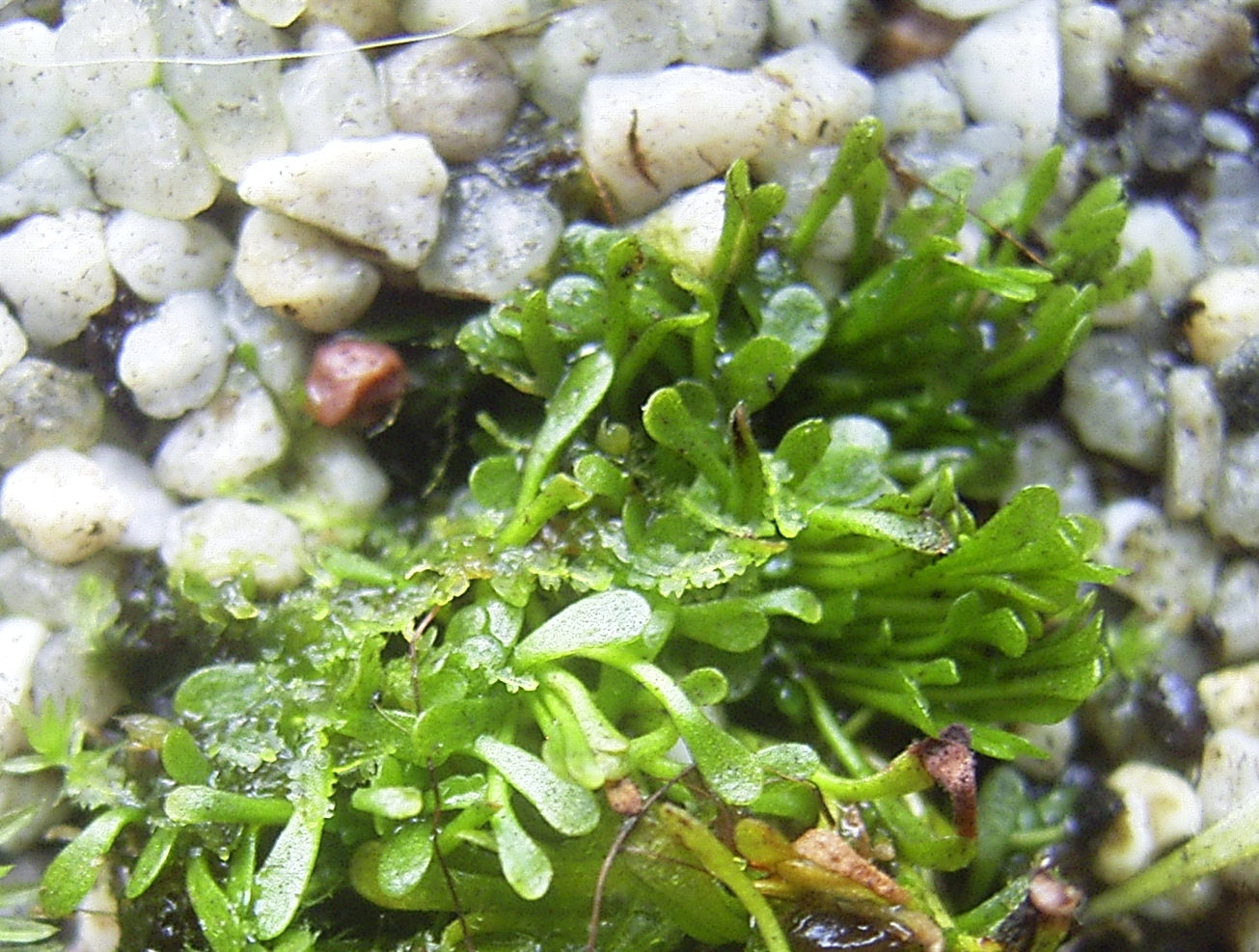
Genlisea aurea

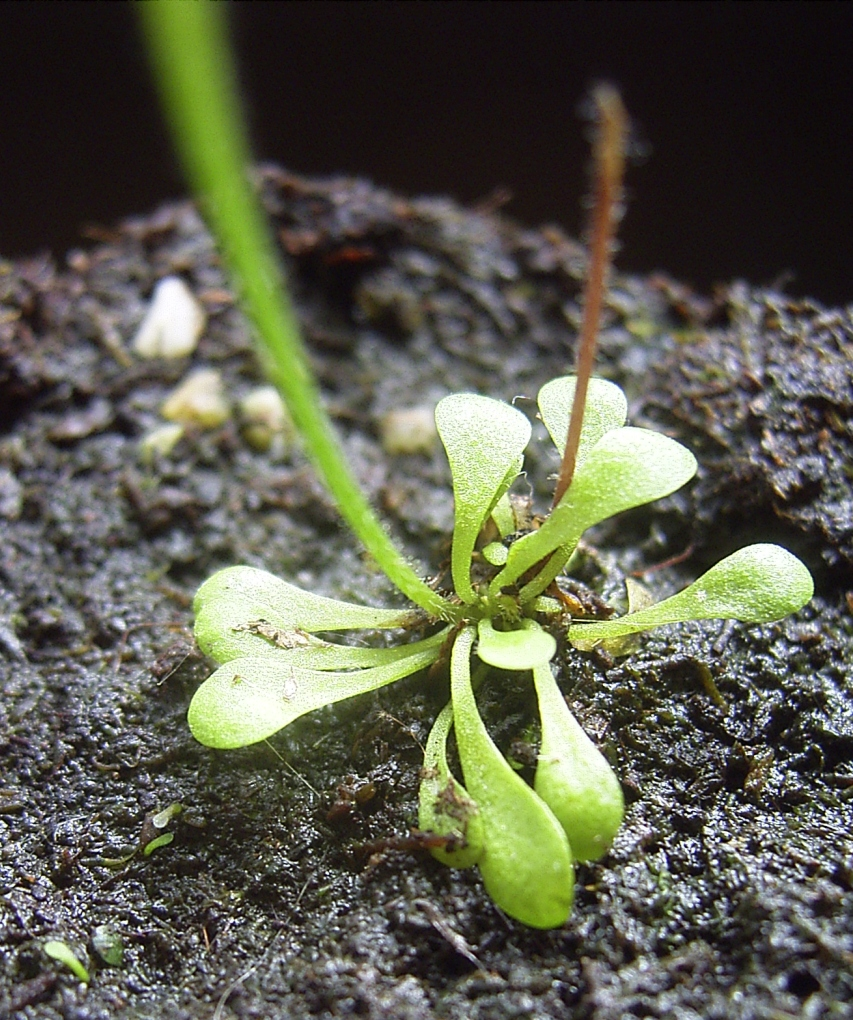
Genlisea lobata

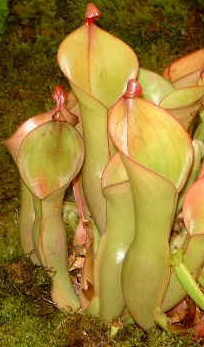
Heliamphora nutans

- Drosophyllum lusitanicum (L.) Link, 1806 (Sin.: Drosera lusitanica L.)

## Genlisea
- Genlisea africana Oliv., 1865
- Genlisea angolensis Good, 1924
- Genlisea aurea St.Hil., 1833
- Genlisea barthlottii Porembski, E.Fischer & Gemmel, 1996
- Genlisea filiformis St.Hil., 1833
- Genlisea glabra P.Taylor, 1967
- Genlisea glandulosissima Fries, 1916
- Genlisea guianensis N.E.Br., 1900
- Genlisea hispidula Stapf, 1904
- Genlisea lobata Fromm-Trinta, 1989
- Genlisea margaretae Hutch., 1946
- Genlisea pallida Fromm-Trinta & P.Taylor, 1985
- Genlisea pygmaea St.Hil., 1833
- Genlisea repens Benj., 1847
- Genlisea roraimensis N.E.Br., 1901
- Genlisea sanariapoana Steyerm., 1953
- Genlisea stapfii A.Chev., 1912
- Genlisea subglabra Stapf, 1906
- Genlisea taylorii Eb.Fischer, Porembski & Barthlott, 2000
- Genlisea uncinata P.Taylor & Fromm-Trinta, 1983
- Genlisea violacea St.Hil., 1833

## Heliamphora
- Heliamphora chimantensis Wistuba, Carow & Harbarth, 2002
- Heliamphora ciliata Wistuba, Nerz & A.Fleischm., 2009
- Heliamphora elongata J.Nerz, 2004
- Heliamphora exappendiculata (Maguire & Steyermark) Nerz & Wistuba, 2006
- Heliamphora folliculata Wistuba, Harbarth & Carow, 2001
- Heliamphora glabra Nerz, Wistuba & Hoogenstrijd, 2006
- Heliamphora heterodoxa Steyerm., 1951
- Heliamphora hispida Wistuba & Nerz, 2000
- Heliamphora huberi A.Fleischm., Wistuba & Nerz, 2009
- Heliamphora ionae Maguire, 1978
- Heliamphora minor Gleason, 1939
- Heliamphora nutans Benth., 1840
- Heliamphora pulchella Wistuba, Carow, Harbarth & Nerz, 2005
- Heliamphora sarracenioides Carow, Wistuba & Harbarth, 2005
- Heliamphora tatei Gleason, 1931
  - Heliamphora tatei f. macdonaldae
  - Heliamphora tatei f. parva
  - Heliamphora tatei var. neblinae
- Helianphora uncinata Nerz, Wistuba & A.Fleischm., 2009

## Ibicella
- Ibicella lutea (Lindl.) v.Eselt., 1929 (Bas.: Martynia lutea)
- Ibicella parodii Abbiatti, 1939

## Nepenthes
- Nepenthes abalata Jebb & Cheek
- Nepenthes abgracilis Jebb & Cheek
- Nepenthes adnata Tamin & M.Hotta ex Schlauer

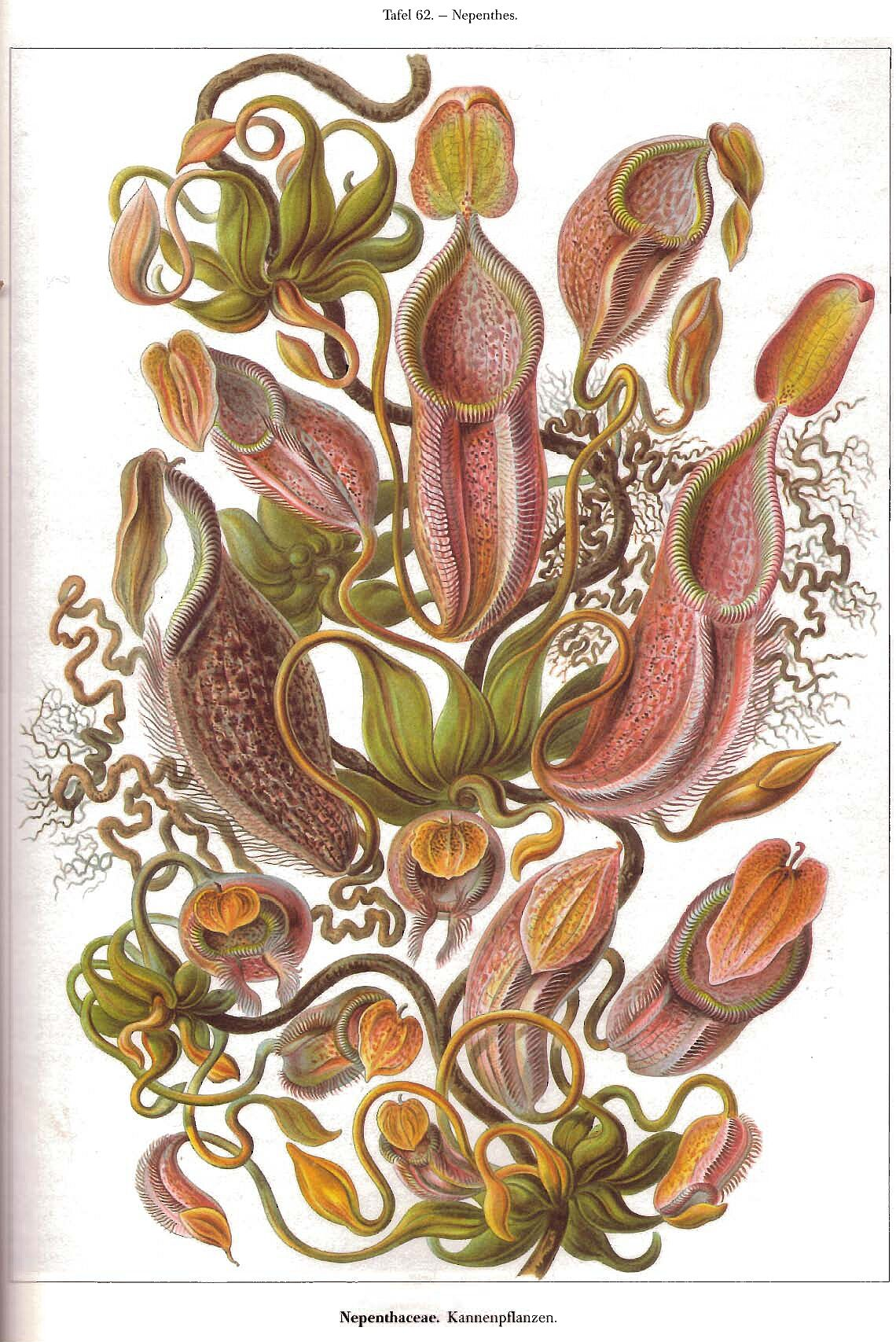
Nepenthes alata

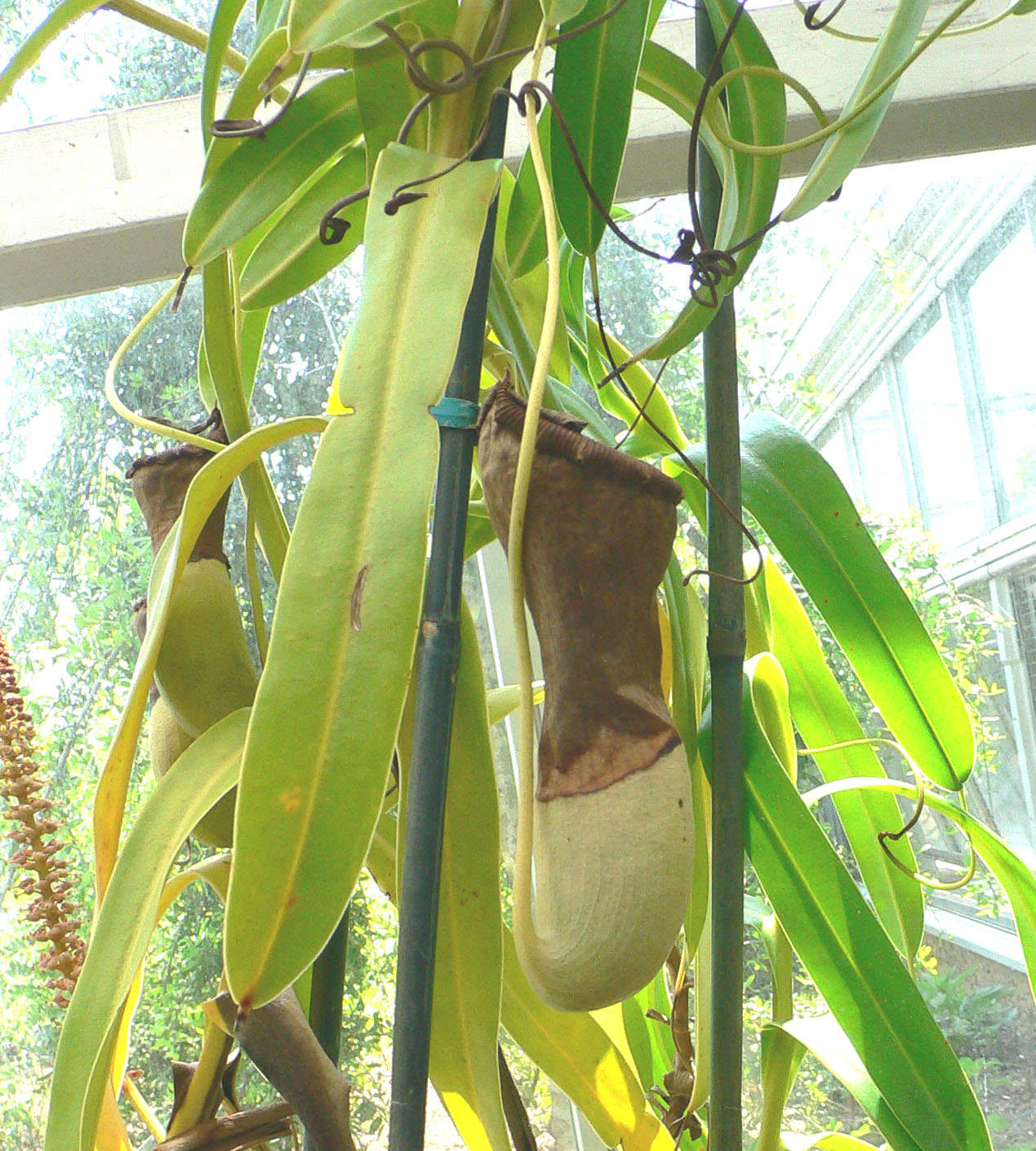
Nepenthes burkei

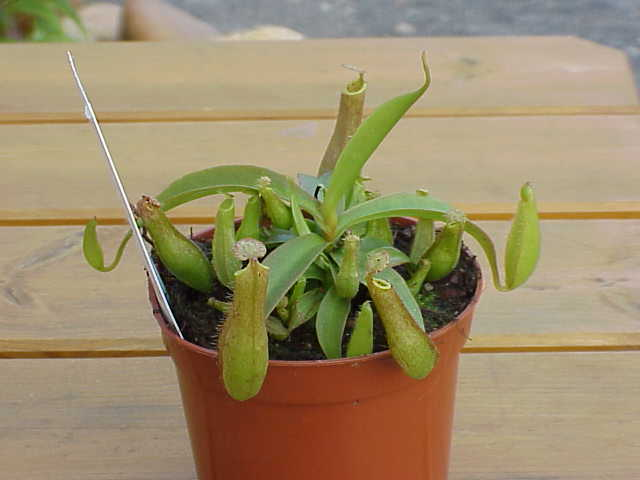
Nepenthes gracilis

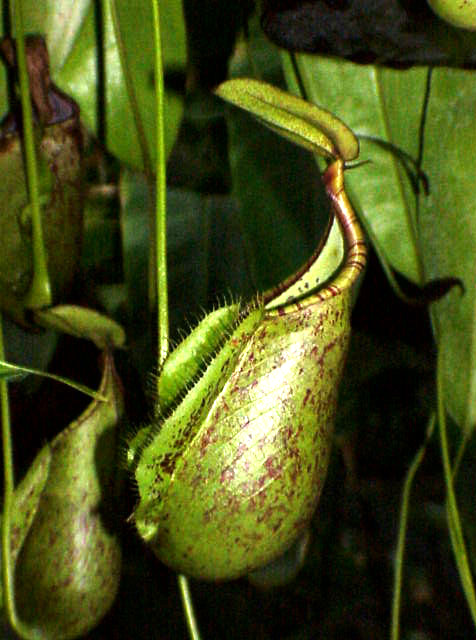
Nepenthes rafflesiana

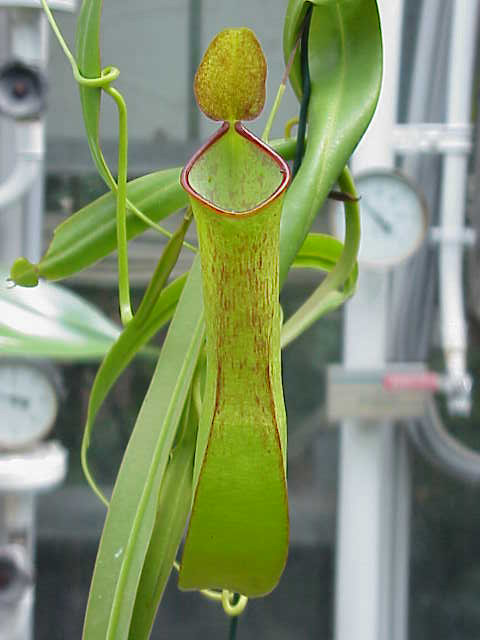
Nepenthes reinwardtiana

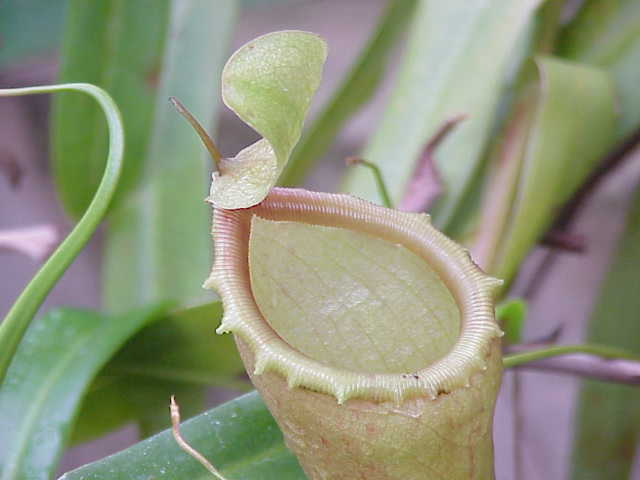
Nepenthes ventricosa

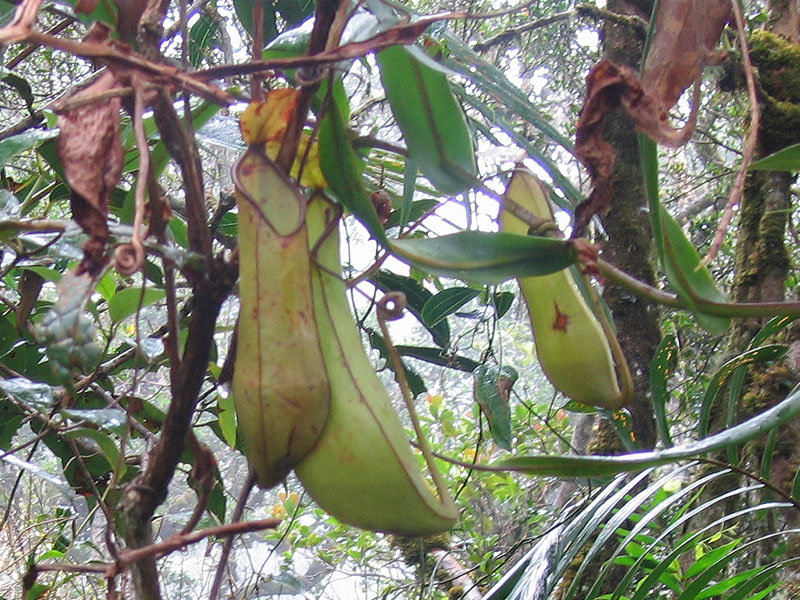
Nepenthes tentaculata

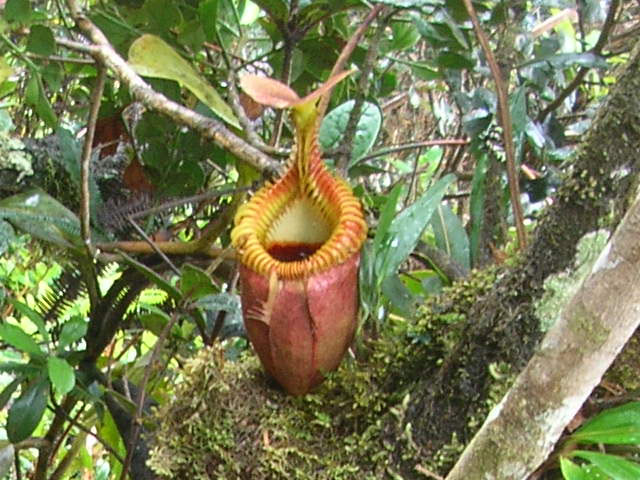
Nepenthes villosa

- Nepenthes aenigma H.Nuytemans, W.Suarez & Calaramo
- Nepenthes alata Blanco
- Nepenthes albomarginata W.Lobb ex Lindl.
- Nepenthes alfredoi V.B.Amoroso & Lagunday
- Nepenthes alzapan Jebb & Cheek
- Nepenthes ampullaria Jack
- Nepenthes andamana M.Catal.
- Nepenthes appendiculata Chi.C.Lee, Bourke, Rembold, W.Taylor & S.T.Yeo
- Nepenthes argentii Jebb & Cheek
- Nepenthes aristolochioides Jebb & Cheek
- Nepenthes armin Jebb & Cheek
- Nepenthes attenboroughii A.S.Rob., S.McPherson & V.B.Heinrich
- Nepenthes barcelonae Tandang & Cheek
- Nepenthes bellii K.Kondo
- Nepenthes benstonei C.Clarke
- Nepenthes biak Jebb & Cheek
- Nepenthes bicalcarata Hook.f.
- Nepenthes bokorensis Mey
- Nepenthes bongso Korth.
- Nepenthes boschiana Korth.
- Nepenthes burbidgei Hook.f. ex Burb.
- Nepenthes burkei H.J.Veitch ex Mast.
- Nepenthes campanulata Sh.Kurata
- Nepenthes candalaga Lagunday & Amoroso
- Nepenthes ceciliae Gronem., Coritico, Micheler, Marwinski, Acil & V.B.Amoroso
- Nepenthes chang M.Catal.
- Nepenthes chaniana C.Clarke, Chi C.Lee & S.McPherson
- Nepenthes cid Jebb & Cheek
- Nepenthes clipeata Danser
- Nepenthes copelandii Merr. ex Macfarl.
- Nepenthes cornuta Marwinski, Coritico, Wistuba, Micheler, Gronem., Gieray & V.B.Amoroso
- Nepenthes dactylifera A.S.Rob., Golos, S.McPherson & Barer
- Nepenthes danseri Jebb & Cheek
- Nepenthes deaniana Macfarl.
- Nepenthes densiflora Danser
- Nepenthes diabolica A.Bianchi, Chi.C.Lee, Golos, Mey, M.Mansur & A.S.Rob.
- Nepenthes diatas Jebb & Cheek
- Nepenthes distillatoria L.
- Nepenthes domei M.N.Faizal, A.Amin & Latiff
- Nepenthes dubia Danser
- Nepenthes edwardsiana H.Low ex Hook.f.
- Nepenthes ephippiata Danser
- Nepenthes epiphytica A.S.Rob., Nerz & Wistuba
- Nepenthes erucoides A.S.Rob. & S.G.Zamudio
- Nepenthes eustachya Miq.
- Nepenthes extincta Jebb & Cheek
- Nepenthes eymae Sh.Kurata
- Nepenthes faizaliana J.H.Adam & Wilcock
- Nepenthes flava Wistuba, Nerz & A.Fleischm.
- Nepenthes fractiflexa Golos, A.S.Rob. & Barer
- Nepenthes fusca Danser
- Nepenthes gantungensis S.McPherson, Cervancia, Chi C.Lee, Jaunzems, Mey & A.S.Rob.
- Nepenthes glabrata J.R.Turnbull & A.T.Middleton
- Nepenthes glandulifera Chi C.Lee
- Nepenthes graciliflora Elmer
- Nepenthes gracilis Korth.
- Nepenthes gracillima Ridl.
- Nepenthes gymnamphora Reinw. ex Nees
- Nepenthes halmahera Cheek
- Nepenthes hamata J.R.Turnbull & A.T.Middleton
- Nepenthes hamiguitanensis Gronem., Wistuba, V.B.Heinrich, S.McPherson, Mey & V.B.Amoroso
- Nepenthes harauensis Hernawati, Satria & Chi.C.Lee
- Nepenthes hemsleyana Macfarl.
- Nepenthes hirsuta Hook.f.
- Nepenthes hispida Beck
- Nepenthes holdenii Mey
- Nepenthes hurrelliana Cheek & A.Lamb
- Nepenthes inermis Danser
- Nepenthes insignis Danser
- Nepenthes izumiae Troy Davis, C.Clarke & Tamin
- Nepenthes jacquelineae C.Clarke, Troy Davis & Tamin
- Nepenthes jamban Chi C.Lee, Hernawati & Akhriadi
- Nepenthes justinae Gronem., Wistuba, Mey & V.B.Amoroso
- Nepenthes kampotiana Lecomte
- Nepenthes kerrii Catal. & Kruetr.
- Nepenthes khasiana Hook.f.
- Nepenthes kitanglad Jebb & Cheek
- Nepenthes klossii Ridl.
- Nepenthes kongkandana M.Catal. & Kruetr.
- Nepenthes krabiensis Nuanlaong, Onsanit, Chusangr. & Suran.
- Nepenthes kurata Jebb & Cheek
- Nepenthes lamii Jebb & Cheek
- Nepenthes latiffiana M.N.Faizal, A.Amin & Dome
- Nepenthes lavicola Wistuba & Rischer
- Nepenthes leonardoi S.McPherson, Bourke, Cervancia, Jaunzems & A.S.Rob.
- Nepenthes leyte Jebb & Cheek
- Nepenthes lingulata Chi C.Lee, Hernawati & Akhriadi
- Nepenthes longiptera Victoriano
- Nepenthes lowii Hook.f.
- Nepenthes macfarlanei Hemsl.
- Nepenthes macrophylla (Marabini) Jebb & Cheek
- Nepenthes macrovulgaris J.R.Turnbull & A.T.Middleton
- Nepenthes madagascariensis Poir.
- Nepenthes mantalingajanensis Nerz & Wistuba
- Nepenthes mapuluensis J.H.Adam & Wilcock
- Nepenthes maryae Cheek & Jebb
- Nepenthes masoalensis R.Schmid
- Nepenthes maxima Reinw.
- Nepenthes maximoides Cheek
- Nepenthes merrilliana Macfarl.
- Nepenthes micramphora V.B.Heinrich, S.McPherson, Gronem. & V.B.Amoroso
- Nepenthes mikei B.R.Salmon & Maulder
- Nepenthes mindanaoensis Sh.Kurata
- Nepenthes minima Jebb & Cheek
- Nepenthes mira Jebb & Cheek
- Nepenthes mirabilis (Lour.) Druce
- Nepenthes mollis Danser
- Nepenthes monticola A.S.Rob., Wistuba, Nerz, M.Mansur & S.McPherson
- Nepenthes muluensis M.Hotta
- Nepenthes murudensis Culham ex Jebb & Cheek
- Nepenthes naga Akhriadi, Hernawati, Primaldhi & M.Hambali
- Nepenthes naquiyuddinii J.H.Adam & Hafiza
- Nepenthes nebularum G.Mansell & W.Suarez
- Nepenthes negros Jebb & Cheek
- Nepenthes neoguineensis Macfarl.
- Nepenthes nigra Nerz, Wistuba, Chi.C.Lee, Bourke, U.Zimm. & S.McPherson
- Nepenthes northiana Hook.f.
- Nepenthes orbiculata M.Catal. & Kruetr.
- Nepenthes ovata Nerz & Wistuba
- Nepenthes palawanensis S.McPherson, Cervancia, Chi C.Lee, Jaunzems, Mey & A.S.Rob.
- Nepenthes paniculata Danser
- Nepenthes pantaronensis Gieray, Gronem., Wistuba, Marwinski, Micheler, Coritico & V.
- Nepenthes papuana Danser
- Nepenthes parvula Gary W.Wilson & S.Venter
- Nepenthes pectinata Danser
- Nepenthes peltata Sh.Kurata
- Nepenthes pervillei Blume
- Nepenthes petiolata Danser
- Nepenthes philippinensis Macfarl.
- Nepenthes pilosa Danser
- Nepenthes pitopangii Chi C.Lee, S.McPherson, Bourke & M.Mansur
- Nepenthes platychila Chi C.Lee
- Nepenthes pudica Dančák & Majeský
- Nepenthes pulchra Gronem., S.McPherson, Coritico, Micheler, Marwinski & V.B.Amoroso
- Nepenthes putaiguneung Al-Farishy, Metusala & Jebb
- Nepenthes pyriformis Sh.Kurata
- Nepenthes rafflesiana Jack
- Nepenthes rajah Hook.f.
- Nepenthes ramispina Ridl.
- Nepenthes ramos Jebb & Cheek
- Nepenthes reinwardtiana Miq.
- Nepenthes rhombicaulis Sh.Kurata
- Nepenthes rigidifolia Akhriadi, Hernawati & Tamin
- Nepenthes robcantleyi Cheek
- Nepenthes rosea M.Catal. & Kruetr.
- Nepenthes rowanae F.M.Bailey
- Nepenthes samar Jebb & Cheek
- Nepenthes sanguinea Lindl.
- Nepenthes saranganiensis Sh.Kurata
- Nepenthes sibuyanensis Nerz
- Nepenthes singalana Becc.
- Nepenthes smilesii Hemsl.
- Nepenthes spathulata Danser
- Nepenthes spectabilis Danser
- Nepenthes stenophylla Mast.
- Nepenthes sumagaya Cheek
- Nepenthes sumatrana (Miq.) Beck ex Tamin & M.Hotta
- Nepenthes suratensis M.Catal.
- Nepenthes talaandig Gronem., Coritico, Wistuba, Micheler, Marwinski, Gieray & V.B.Amoroso
- Nepenthes tayninhensis M.Catal. & Kruetr.
- Nepenthes tboli Jebb & Cheek
- Nepenthes tenax C.Clarke & R.Kruger
- Nepenthes tentaculata Hook.f.
- Nepenthes thai Cheek
- Nepenthes thorelii Lecomte
- Nepenthes tobaica Danser
- Nepenthes tomoriana Danser
- Nepenthes treubiana Warb.
- Nepenthes truncata Macfarl.
- Nepenthes ultra Jebb & Cheek
- Nepenthes undulatifolia Nerz, Wistuba, U.Zimm., Chi.C.Lee, Pirade & Pitopang
- Nepenthes veitchii Hook.f.
- Nepenthes ventricosa Blanco
- Nepenthes vieillardii Hook.f.
- Nepenthes villosa Hook.f.
- Nepenthes vogelii Schuit. & de Vogel
- Nepenthes weda Cheek
- Nepenthes zakriana (J.H.Adam & Wilcock) J.H.Adam & Hafiza
- Nepenthes zygon Jebb & Cheek

## Paepalanthus
- Paepalanthus bromelioides

## Pinguicula
- Pinguicula acuminata Benth., 1839
- Pinguicula agnata Casper, 1963

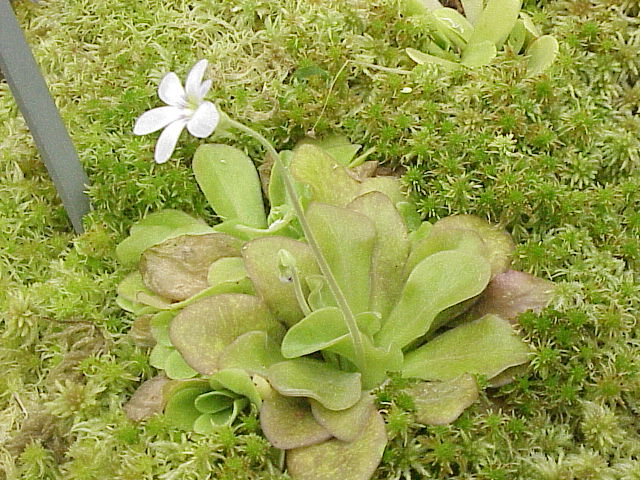
Pinguicola agnata

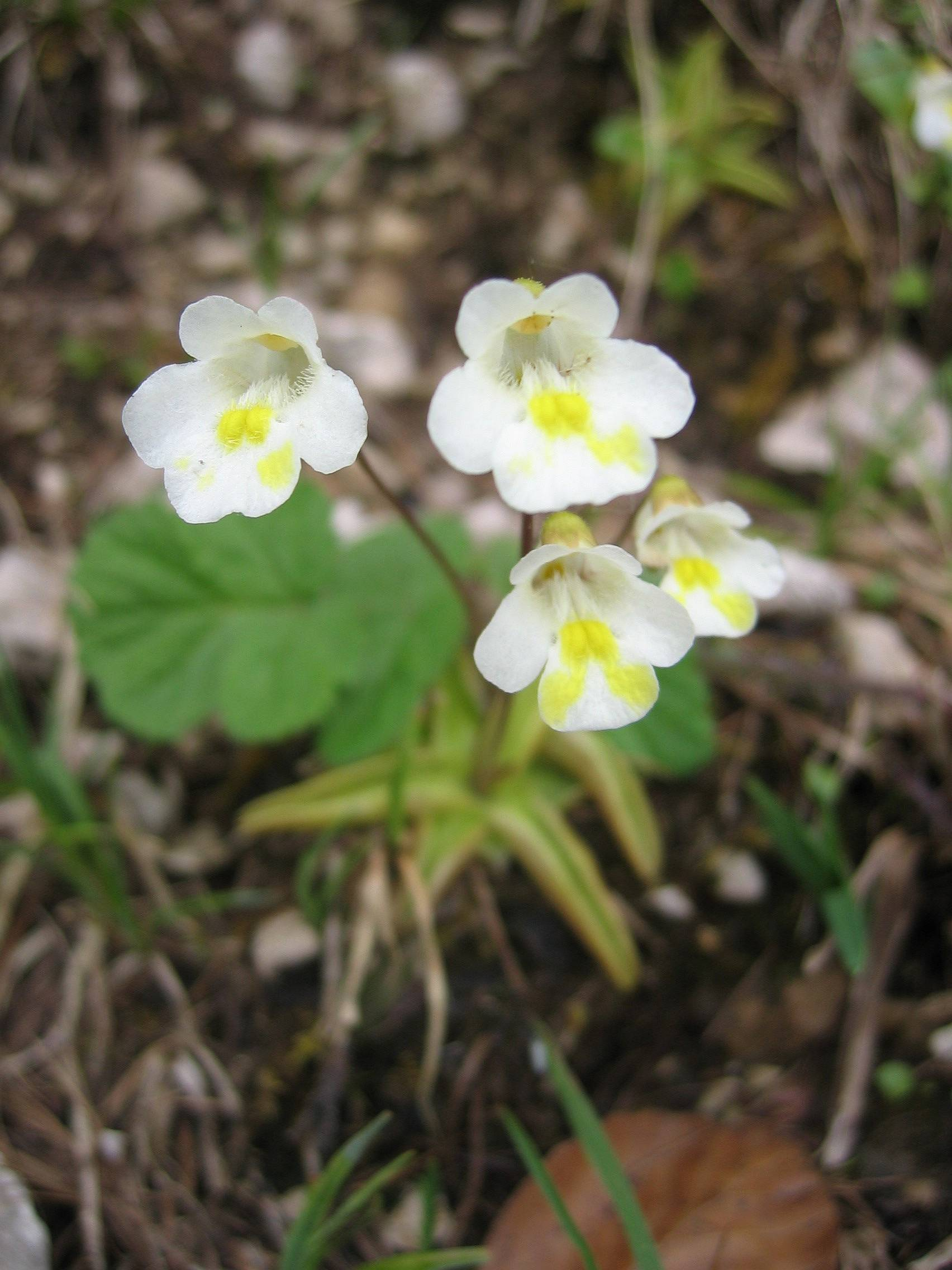
Pinguicola alpina

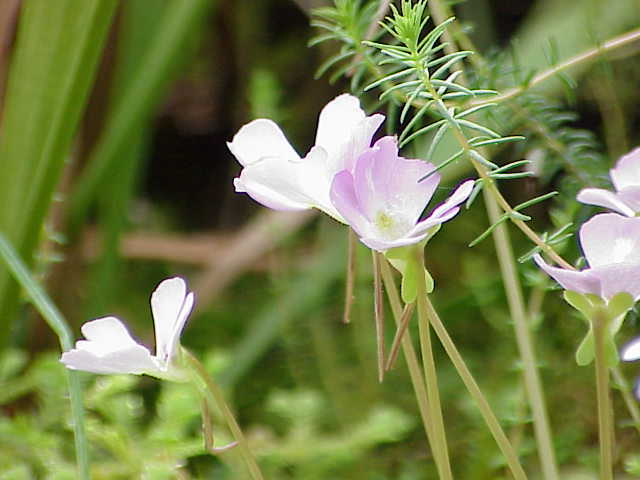
Pinguicola ehlersiae

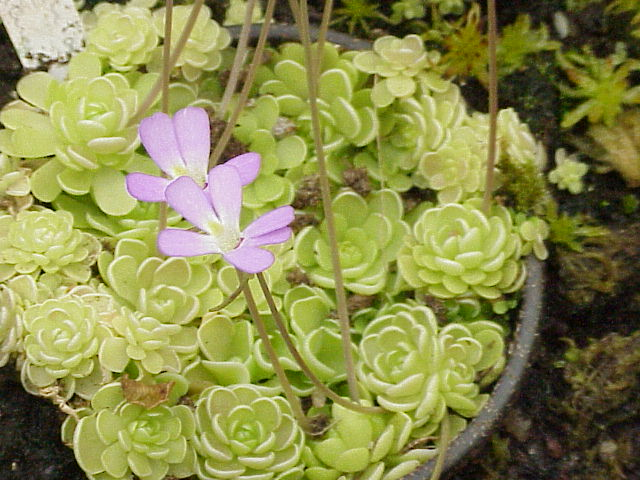
Pinguicola esseriana

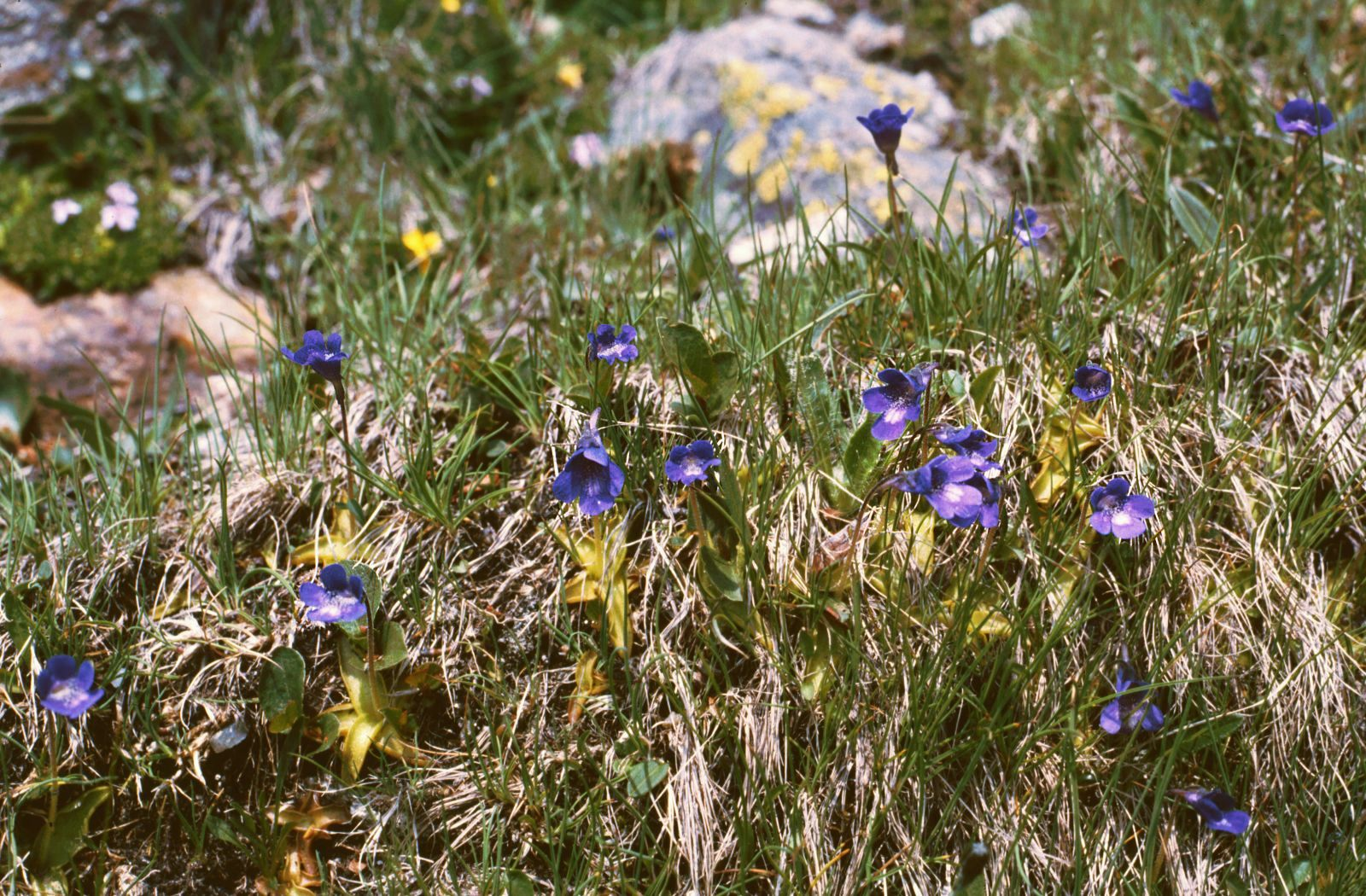
Pinguicola leptoceras

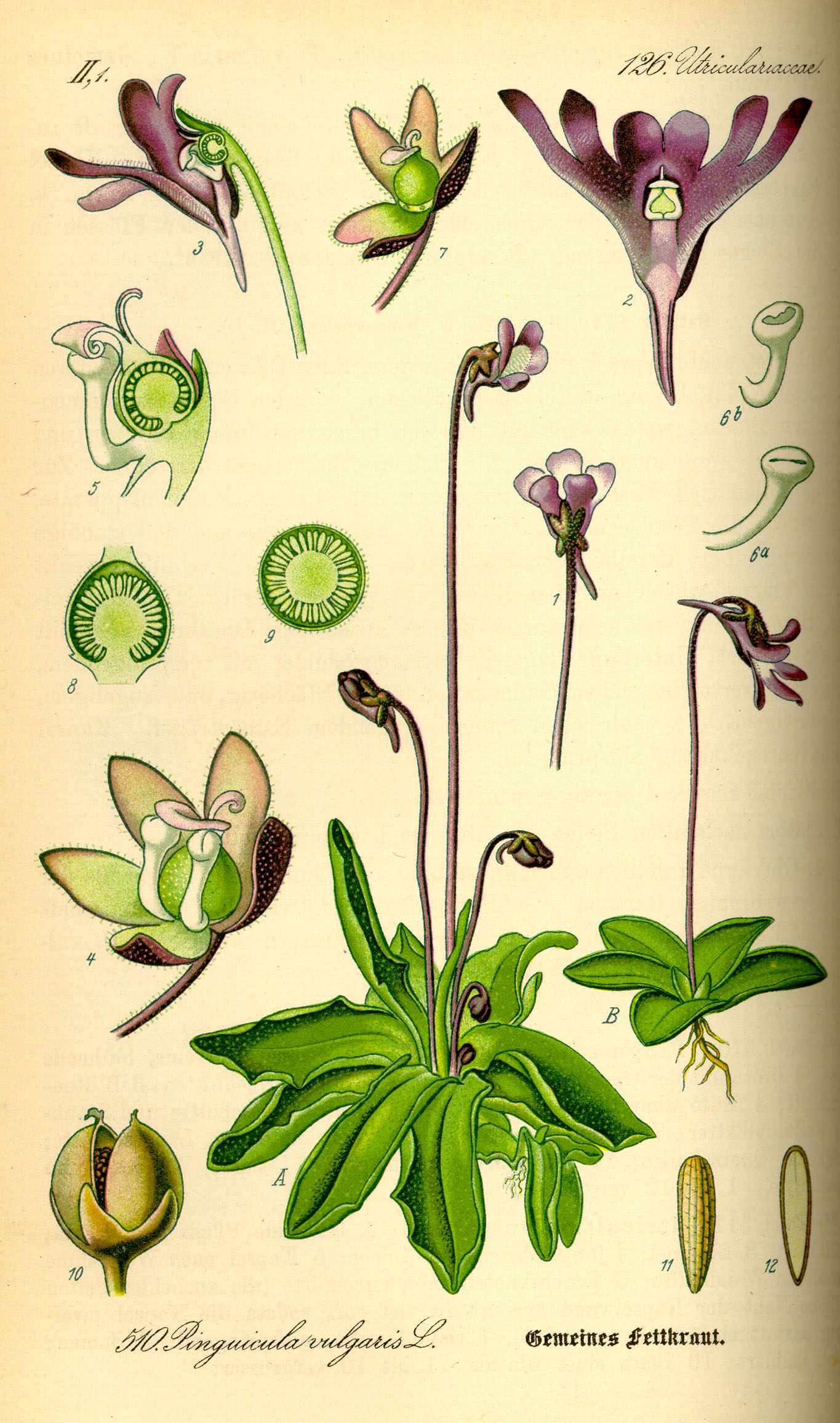
Pinguicola vulgaris

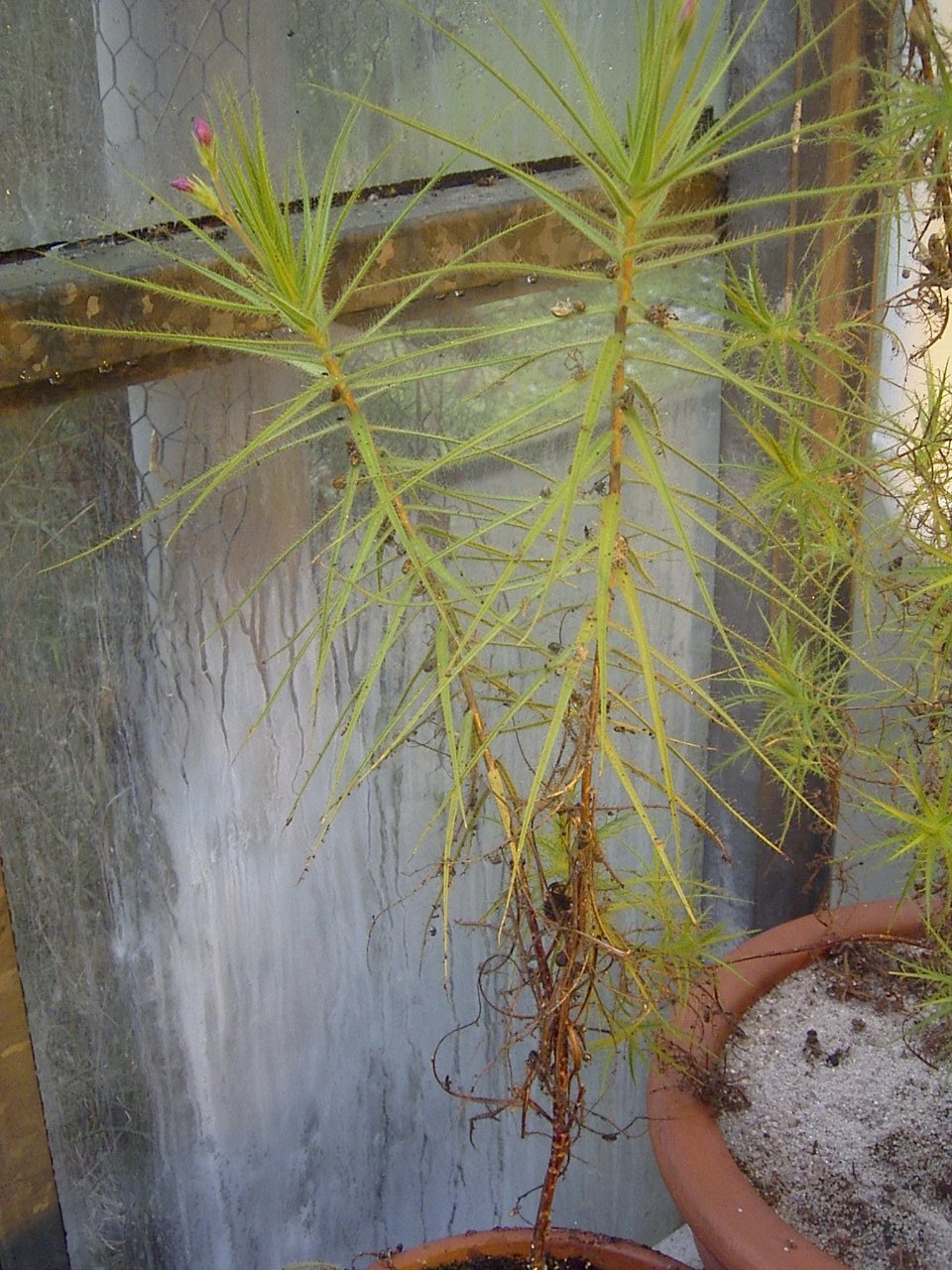
Roridula gorgonias

- Pinguicula albida Wright ex Griseb., 1866
- Pinguicula algida Malyschev, 1966
- Pinguicula alpina L., 1753
- Pinguicula antarctica	Vahl, 1827
- Pinguicula balcanica Casper, 1962
- Pinguicula benedicta Barnh., 1920
- Pinguicula bissei Casper, 2004
- Pinguicula caerulea Walt., 1788
- Pinguicula calderoniae Zamudio Ruiz, 2001
- Pinguicula calyptrata H.B.K., 1817
- Pinguicula caryophyllacea Casper, 2004
- Pinguicula casabitoana Jimenez, 1960
- Pinguicula chilensis Clos, 1849
- Pinguicula clivorum Standl. & Steyerm., 1944
- Pinguicula colimensis	McVaugh & Mickel, 1963
- Pinguicula conzattii Zamudio Ruiz & van Marm, 2003
- Pinguicula corsica Bern. & Gren. ex Gren. & Godr, 1850
- Pinguicula crassifolia Zamudio Ruiz, 1988
- Pinguicula crenatiloba A.DC., 1844
- Pinguicula crystallina	Sibth. ex Sibth. & Smith, 1806
- Pinguicula cubensis Urquiola & Casper, 2003
- Pinguicula cyclosecta	Casper, 1963
- Pinguicula debbertiana	Speta & Fuchs, 1992
- Pinguicula ehlersiae	Speta & Fuchs, 1982
- Pinguicula elizabethiae Zamudio Ruiz, 1999
- Pinguicula elongata Benj., 1847
- Pinguicula emarginata	Zamudio Ruiz & Rzedowski, 1986
- Pinguicula esseriana	B.Kirchner, 1981
- Pinguicula filifolia Wright ex Griseb., 1866
- Pinguicula gigantea Luhrs, 1995
- Pinguicula gracilis	Zamudio Ruiz, 1988
- Pinguicula grandiflora	 Lam., 1789
- Pinguicula greenwoodii Cheek, 1994
- Pinguicula gypsicola	Brandeg., 1911
- Pinguicula hemiepiphytica Zamudio Ruiz & Rzedowski, 1991
- Pinguicula heterophylla Benth., 1839
- Pinguicula ibarrae Zamudio Ruiz, 2005
- Pinguicula imitatrix Casper, 1963
- Pinguicula immaculata Zamudio Ruiz & Lux, 1992
- Pinguicula infundibuliformis Casper, 2003
- Pinguicula involuta Ruiz & Pav., 1789
- Pinguicula ionantha Godfr., 1961
- Pinguicula jackii Barnh., 1930
- Pinguicula jaumavensis Debbert, 1991
- Pinguicula kondoi Casper, 1974
- Pinguicula laueana Speta & Fuchs, 1989
- Pinguicula lavalvae Innangi & Izzo, 2014[2]
- Pinguicula laxifolia Luhrs, 1995
- Pinguicula leptoceras	Rchb., 1823
- Pinguicula lignicola Barnh., 1920
- Pinguicula lilacina Schlecht. & Cham., 1830
- Pinguicula longifolia	Ram. ex DC., 1805
- Pinguicula lusitanica	L., 1753
- Pinguicula lutea Walt., 1788
- Pinguicula macroceras Link, 1820
- Pinguicula macrophylla	H.B.K., 1817
- Pinguicula martinezii Zamudio Ruiz, 2005
- Pinguicula mesophytica Zamudio Ruiz, 1997
- Pinguicula mirandae Zamudio Ruiz & Salinas, 1996
- Pinguicula moctezumae Zamudio Ruiz & R.Z.Ortega, 1994
- Pinguicula moranensis	H.B.K., 1817
- Pinguicula mundi Blanca, Jamilena, Ruiz-Rejon & Zamora, 1996
- Pinguicula nevadensis (Lindbg.) Casper, 1962 (Bas.: Pinguicula vulgaris subsp.nevadensis)
- Pinguicula oblongiloba	A.DC., 1844
- Pinguicula orchidioides A.DC., 1844
- Pinguicula parvifolia Robinson, 1894
- Pinguicula pilosa Luhrs, Studnicka & Gluch, 2004
- Pinguicula planifolia	Chapm., 1897
- Pinguicula poldinii Steiger & Casper, 2001
- Pinguicula potosiensis Speta & Fuchs, 1989
- Pinguicula primuliflora Wood & Godfr., 1957
- Pinguicula pumila Michx., 1803
- Pinguicula ramosa Miyoshi ex Yatabe, 1890
- Pinguicula rectifolia Speta & Fuchs, 1989
- Pinguicula reticulata	Fuchs ex Schlauer, 1991
- Pinguicula rotundiflora Studnicka, 1985
- Pinguicula sharpii Casper & Kondo, 1997
- Pinguicula takakii Zamudio Ruiz & Rzedowski, 1986
- Pinguicula utricularioides Zamudio Ruiz & Rzedowski, 1991
- Pinguicula vallisneriifolia Webb, 1853
- Pinguicula variegata Turcz., 1840
- Pinguicula villosa L., 1753
- Pinguicula vulgaris L., 1753
- Pinguicula zecheri Speta & Fuchs, 1982

## Roridula
- Roridula dentata L., 1764
- Roridula gorgonias Planch., 1848

## Sarracenia

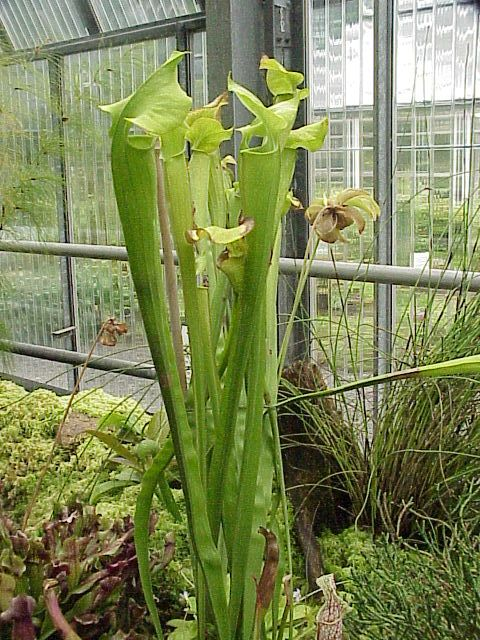
Sarracenia flava

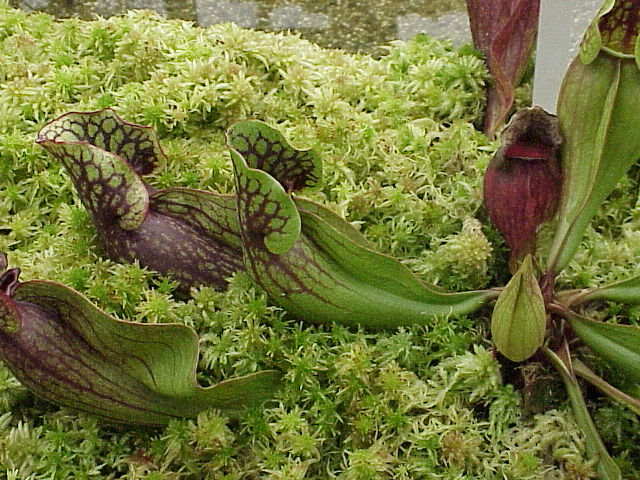
Sarracenia purpurea

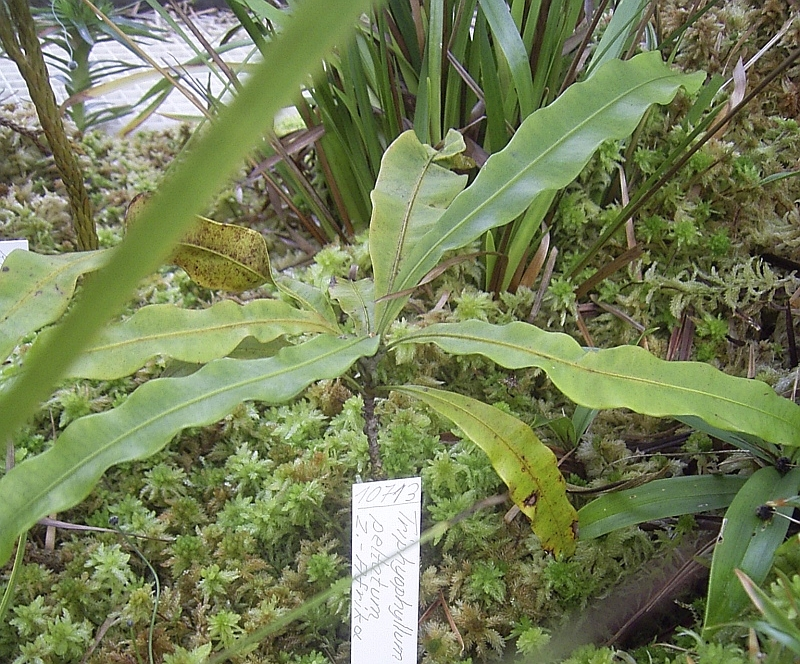
Triphyophyllum peltatum

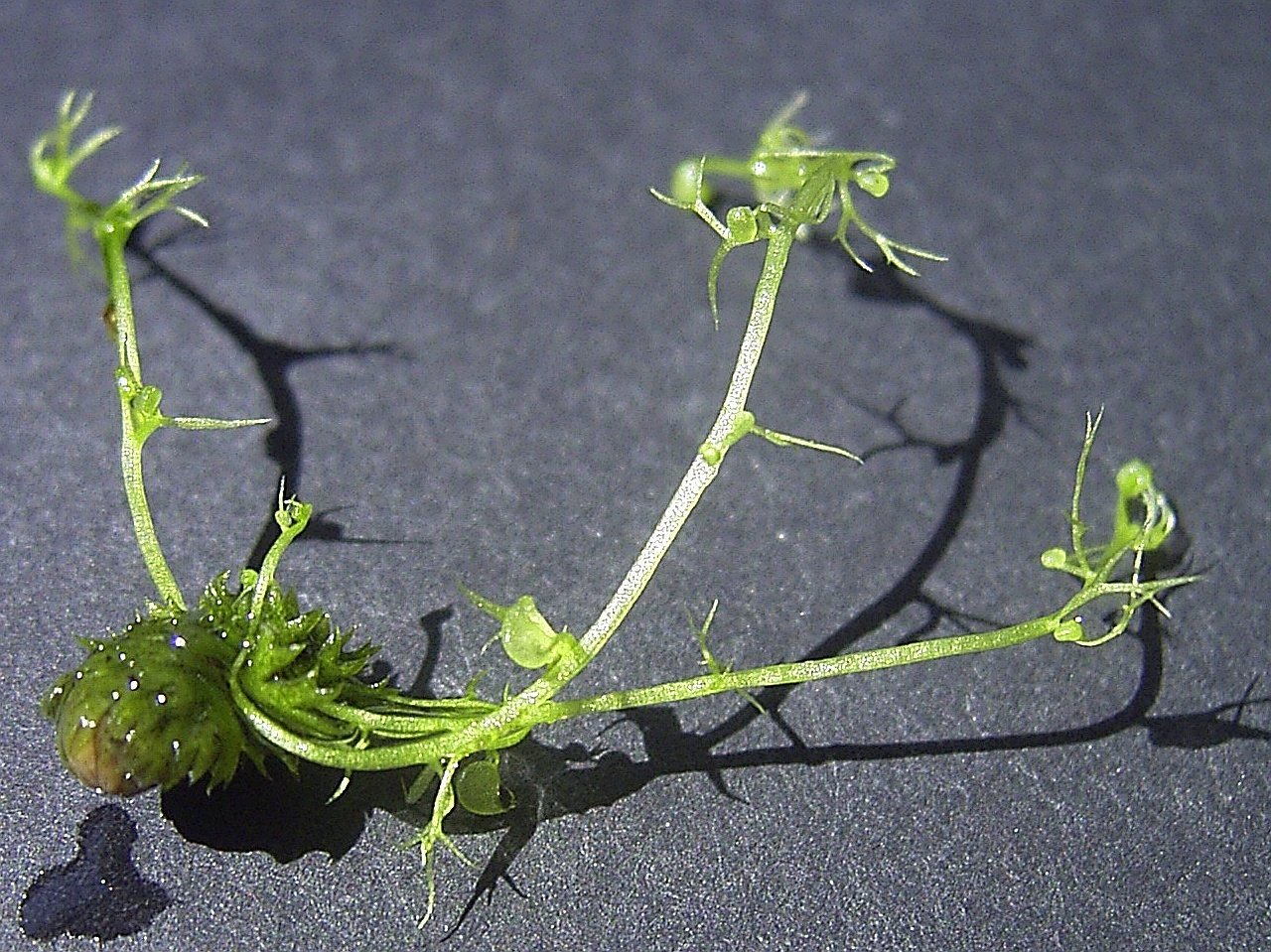
Utricularia bremii

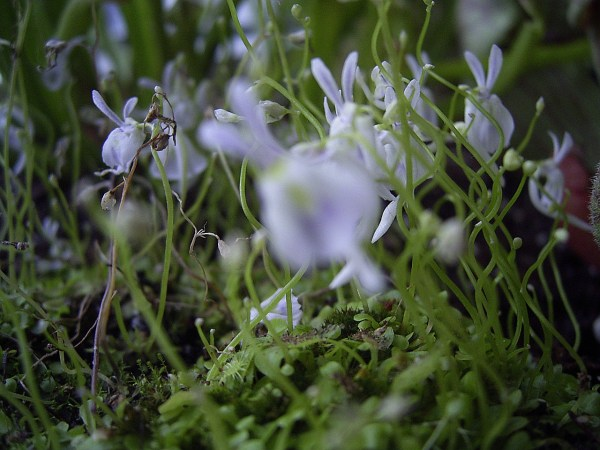
Utricularia sandersonii

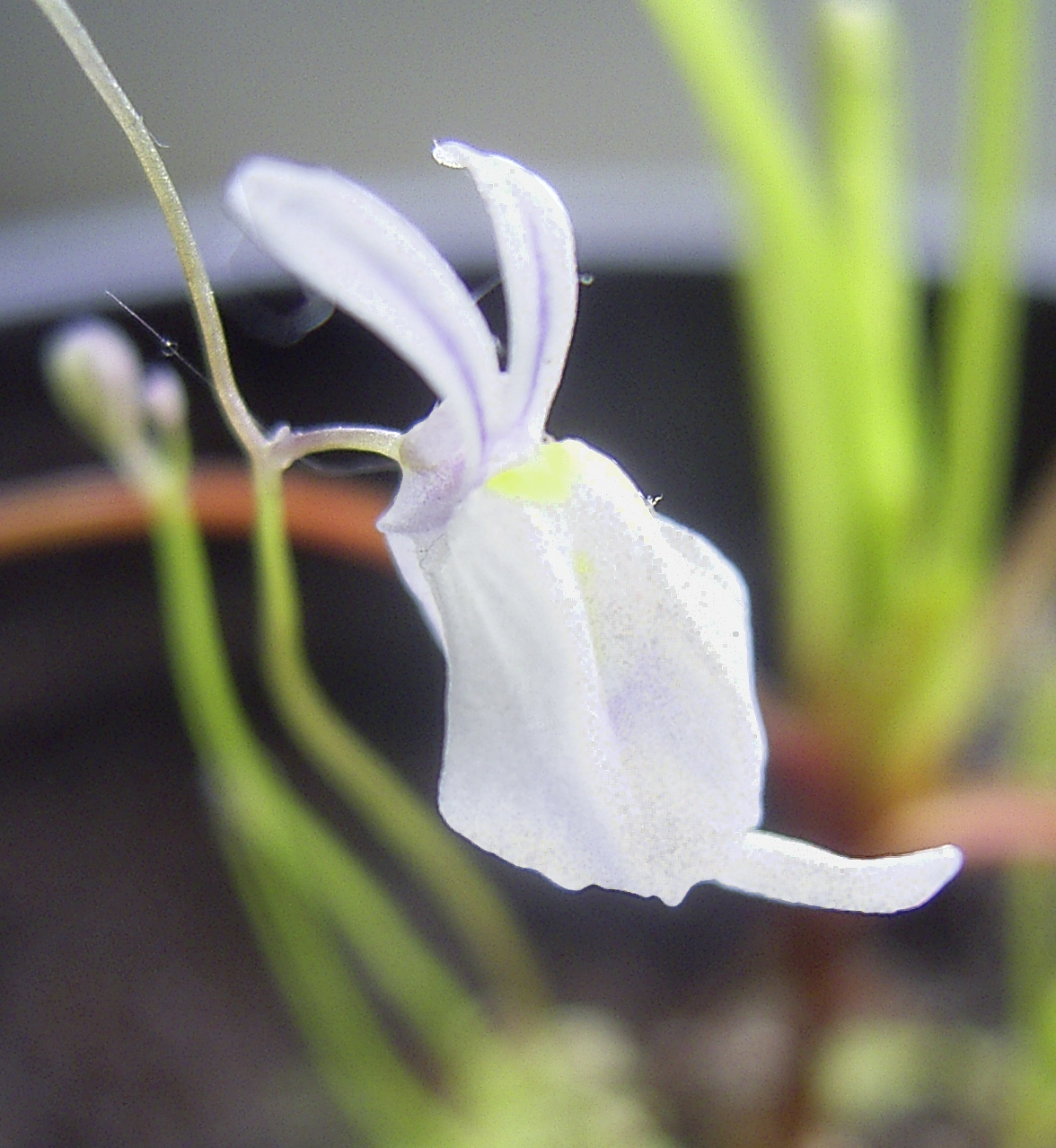
Utricularia sandersonii

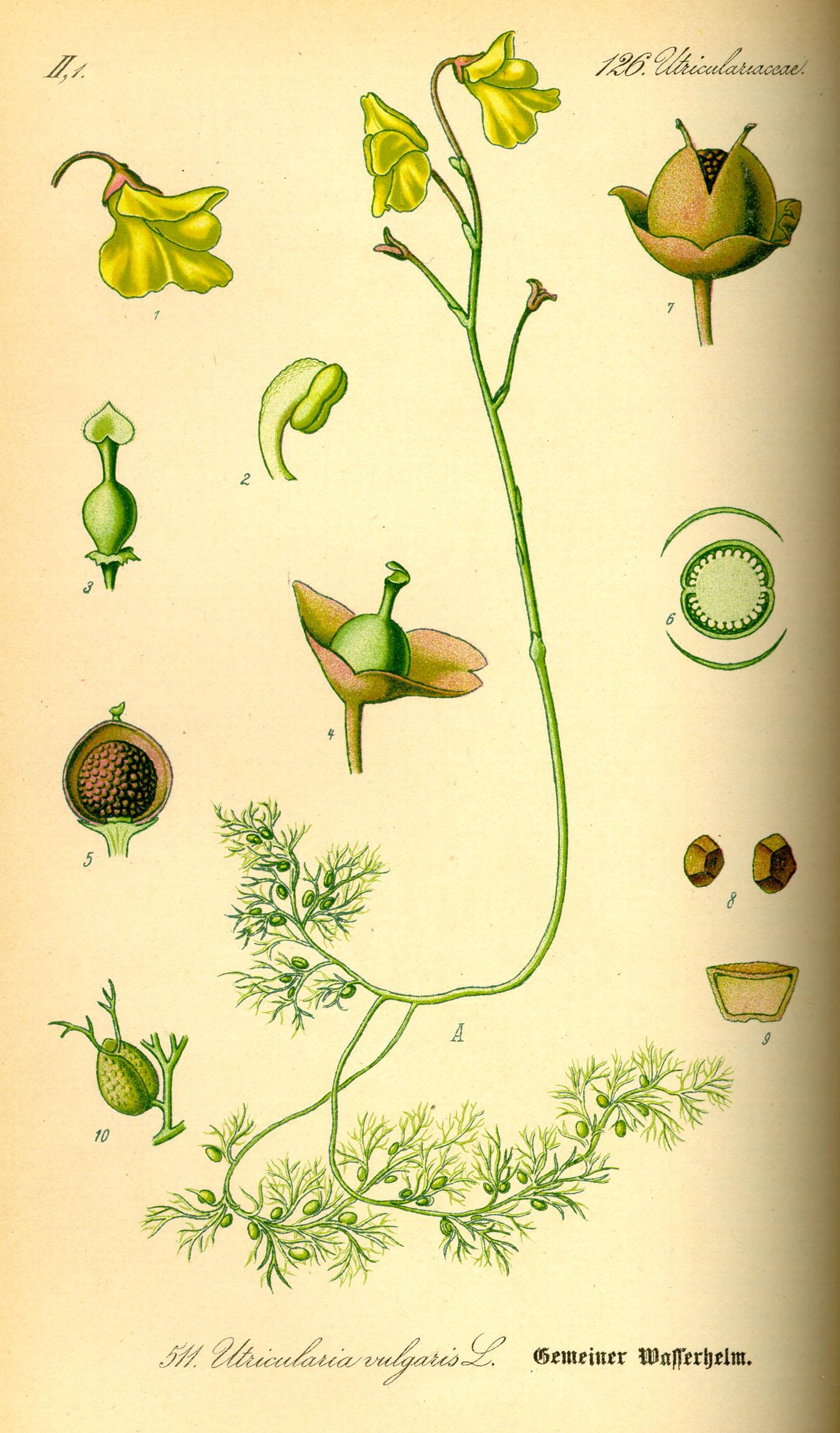
Utricularia vulgaris

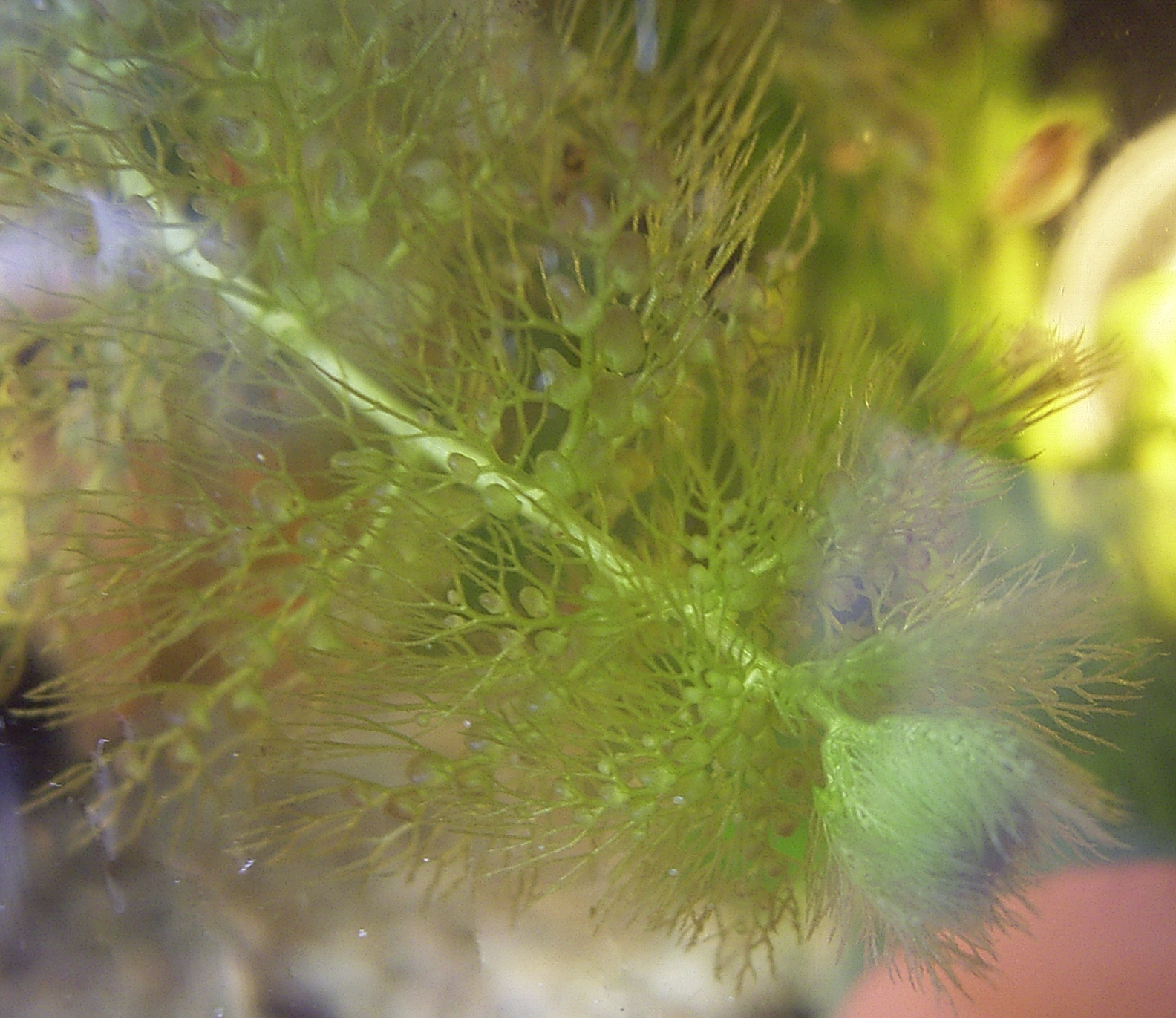
Utricularia vulgaris

- Sarracenia alata (A.Wood) A.Wood, 1863
- Sarracenia flava L., 1753
- Sarracenia leucophylla Raf., 1817
- Sarracenia minor Walt., 1788
- Sarracenia oreophila (Kearney) Wherry, 1993 (Bas.: Sarracenia flava var.oreophila)
- Sarracenia psittacina Michx., 1803
- Sarracenia purpurea L., 1753
- Sarracenia rubra Walt., 1788

## Triphyophyllum
- Triphyophyllum peltatum (Hutch. & Dalz.) Airy Shaw, 1952 (Bas.: Dioncophyllum peltatum)

## Utricularia
- Utricularia adpressa Salzm. ex St.Hil. & Gir., 1838
- Utricularia albiflora R.Br., 1810
- Utricularia albocaerulea Dalz., 1851
- Utricularia alpina Jacq., 1760
- Utricularia amethystina Salzm. ex St.Hil. & Gir., 1838
- Utricularia andongensis Welw. ex Hiern., 1900
- Utricularia antennifera P.Taylor, 1986
- Utricularia appendiculata E.A.Bruce, 1934
- Utricularia arcuata R.Wight, 1849
- Utricularia arenaria A.DC., 1844
- Utricularia arnhemica P.Taylor, 1986
- Utricularia asplundii P.Taylor, 1975
- Utricularia aurea Lour., 1790
- Utricularia aureomaculata Steyerm., 1953
- Utricularia australis R.Br., 1810
- Utricularia beaugleholei Gassin, 1993
- Utricularia benjaminiana Oliv., 1860
- Utricularia benthamii P.Taylor, 1986
- Utricularia bifida L., 1753
- Utricularia biloba R.Br., 1810
- Utricularia biovularioides (Kuhlm.) P.Taylor, 1986 (Bas.: Saccolaria biovularioides)
- Utricularia bisquamata	Schrank, 1824
- Utricularia blanchetii A.DC., 1844
- Utricularia bosminifera Ostenf., 1906
- Utricularia brachiata (R.Wight) Oliv., 1859
- Utricularia bracteata Good, 1924
- Utricularia bremii Heer, 1830
- Utricularia breviscapa Wright ex Griseb., 1866
- Utricularia buntingiana P.Taylor, 1975
- Utricularia caerulea L., 1753
- Utricularia calycifida	Benj., 1847
- Utricularia campbelliana Oliv., 1887
- Utricularia capilliflora F.Muell., 1890
- Utricularia cecilii P.Taylor, 1984
- Utricularia cheiranthos P.Taylor, 1986
- Utricularia chiakiana Komiya & Shibata, 1997
- Utricularia chiribiquetensis Fernandez-Perez, 1964
- Utricularia choristotheca P.Taylor, 1986
- Utricularia christopheri P.Taylor, 1986
- Utricularia chrysantha R.Br., 1810
- Utricularia circumvoluta P.Taylor, 1986
- Utricularia cornuta Michx., 1803
- Utricularia corynephora P.Taylor, 1986
- Utricularia costata P.Taylor, 1986
- Utricularia cucullata St.Hil. & Gir., 1838
- Utricularia cymbantha Welw. ex Oliv., 1865
- Utricularia delicatula Cheesem., 1906
- Utricularia delphinioides Thorel ex Pellegr., 1920
- Utricularia determannii P.Taylor, 1986
- Utricularia dichotoma Labill., 1804
- Utricularia dimorphantha Makino, 1906
- Utricularia dunlopii P.Taylor, 1986
- Utricularia dunstaniae F.E.Lloyd, 1936
- Utricularia endresii Rchb.f., 1874
- Utricularia erectiflora St.Hil. & Gir., 1838
- Utricularia fimbriata H.B.K., 1818
- Utricularia firmula Welw. ex Oliv., 1865
- Utricularia fistulosa P.Taylor, 1986
- Utricularia flaccida A.DC., 1844
- Utricularia floridana Nash, 1896
- Utricularia foliosa L., 1753
- Utricularia forrestii P.Taylor, 1986
- Utricularia foveolata Edgew., 1847
- Utricularia fulva F.Muell., 1858
- Utricularia furcellata Oliv., 1859
- Utricularia garrettii P.Taylor, 1986
- Utricularia geminiloba Benj., 1847
- Utricularia geminiscapa Benj., 1847
- Utricularia geoffrayi Pellegr., 1920
- Utricularia georgei P.Taylor, 1986
- Utricularia gibba L., 1753
- Utricularia graminifolia Vahl, 1804
- Utricularia guyanensis A.DC., 1844
- Utricularia hamiltonii F.E.Lloyd, 1936
- Utricularia helix P.Taylor, 1986
- Utricularia heterochroma Steyerm., 1953
- Utricularia heterosepala Benj., 1847
- Utricularia hintonii P.Taylor, 1986
- Utricularia hirta Klein ex Link, 1820
- Utricularia hispida Lam., 1791
- Utricularia holtzei F.Muell., 1893
- Utricularia humboldtii	 Schomb., 1841
- Utricularia huntii P.Taylor, 1986
- Utricularia hydrocarpa Vahl, 1804
- Utricularia inaequalis A.DC., 1844
- Utricularia incisa (A.Rich.) Alain, 1956 (Bas.:Drosera incisa)
- Utricularia inflata Walt., 1788
- Utricularia inflexa Forsk., 1775
- Utricularia intermedia Hayne, 1800
- Utricularia involvens Ridl., 1895
- Utricularia jamesoniana Oliv., 1860
- Utricularia juncea Vahl, 1804
- Utricularia kamienskii F.Muell., 1893
- Utricularia kenneallyi P.Taylor, 1986
- Utricularia kimberleyensis C.A.Gardn., 1930
- Utricularia kumaonensis Oliv., 1859
- Utricularia laciniata St.Hil. & Gir., 1838
- Utricularia lasiocaulis F.Muell., 1885
- Utricularia lateriflora R.Br., 1810
- Utricularia laxa St.Hil. & Gir., 1838
- Utricularia lazulina P.Taylor, 1984
- Utricularia leptoplectra F.Muell., 1885
- Utricularia leptorhyncha Schwarz, 1927
- Utricularia letestui P.Taylor, 1989
- Utricularia limosa R.Br., 1810
- Utricularia livida E.Mey., 1837
- Utricularia lloydii Merl ex F.E.Lloyd, 1932
- Utricularia longeciliata A.DC., 1844
- Utricularia longifolia	 Gardn., 1842
- Utricularia macrocheilos (P.Taylor) P.Taylor, 1986 (Bas.: Utricularia micropetala var.macrocheilos)
- Utricularia macrorhiza Le Conte, 1824
- Utricularia malabarica Janarthanam & Henry, 1989
- Utricularia mannii Oliv., 1865
- Utricularia menziesii	R.Br., 1810
- Utricularia meyeri Pilger, 1901
- Utricularia microcalyx (P.Taylor) P.Taylor, 1971 (Bas.: Utricularia welwitschii var.microcalyx)
- Utricularia micropetala Sm., 1819
- Utricularia minor L., 1753
- Utricularia minutissima Vahl, 1804
- Utricularia mirabilis P.Taylor, 1986
- Utricularia moniliformis P.Taylor, 1986
- Utricularia muelleri Kam., 1894
- Utricularia multicaulis Oliv., 1859
- Utricularia multifida R.Br., 1810
- Utricularia myriocista St.Hil. & Gir., 1838
- Utricularia nana St.Hil. & Gir., 1838
- Utricularia naviculata P.Taylor, 1967
- Utricularia nelumbifolia Gardn., 1852
- Utricularia neottioides St.Hil. & Gir., 1838
- Utricularia nephrophylla Benj., 1847
- Utricularia nervosa G.Weber ex Benj., 1847
- Utricularia nigrescens Sylven, 1909
- Utricularia ochroleuca Hartm., 1857
- Utricularia odontosepala Stapf, 1912
- Utricularia odorata Pellegr., 1920
- Utricularia olivacea Wright ex Griseb., 1866
- Utricularia oliveriana Steyerm., 1953
- Utricularia panamensis Steyerm. ex P.Taylor, 1986
- Utricularia parthenopipes P.Taylor, 1986
- Utricularia paulinae Lowrie, 1998
- Utricularia pentadactyla P.Taylor, 1954
- Utricularia peranomala P.Taylor, 1986
- Utricularia perversa P.Taylor, 1986
- Utricularia petersoniae P.Taylor, 1986
- Utricularia petertaylorii A.Lowrie, 2002
- Utricularia physoceras P.Taylor, 1986
- Utricularia pierrei Pellegr., 1920
- Utricularia platensis Speg., 1899
- Utricularia pobeguinii Pellegr., 1914
- Utricularia poconensis Fromm-Trinta, 1985
- Utricularia podadena P.Taylor, 1964
- Utricularia polygaloides Edgew., 1847
- Utricularia praelonga	St.Hil. & Gir., 1838
- Utricularia praeterita P.Taylor, 1983
- Utricularia praetermissa P.Taylor, 1976
- Utricularia prehensilis E.Mey., 1837
- Utricularia pubescens Sm., 1819
- Utricularia pulchra P.Taylor, 1977
- Utricularia punctata Wall. ex A.DC., 1844
- Utricularia purpurea Wlat., 1788
- Utricularia purpureocaerulea St.Hil. & Gir., 1838
- Utricularia pusilla Vahl, 1804
- Utricularia quelchii N.E.Br., 1901
- Utricularia quinquedentata F.Muell. ex P.Taylor, 1986
- Utricularia radiata Small, 1903
- Utricularia raynalii P.Taylor, 1986
- Utricularia recta P.Taylor, 1986
- Utricularia reflexa Oliv., 1865
- Utricularia reniformis	St.Hil., 1830
- Utricularia resupinata Greene, 1840
- Utricularia reticulata Sm., 1805
- Utricularia rhododactylos P.Taylor, 1986
- Utricularia rigida Benj., 1847
- Utricularia salwinensis Hand.-Mazz., 1936
- Utricularia sandersonii Oliv., 1865
- Utricularia sandwithii P.Taylor, 1967
- Utricularia scandens Benj., 1847
- Utricularia schultesii Fernandez-Perez, 1964
- Utricularia simplex R.Br., 1810
- Utricularia simulans Pilger, 1914
- Utricularia singeriana F.Muell., 1891
- Utricularia smithiana R.Wight, 1849
- Utricularia spiralis Sm., 1819
- Utricularia spruceana Benth. ex Oliv., 1860
- Utricularia stanfieldii P.Taylor, 1963
- Utricularia steenisii P.Taylor, 1986
- Utricularia stellaris L.f., 1781
- Utricularia steyermarkii P.Taylor, 1967
- Utricularia striata Le Conte ex Torr., 1819
- Utricularia striatula Sm., 1819
- Utricularia stygia Thor, 1988
- Utricularia subramanyamii Janarthanam & Henry, 1989
- Utricularia subulata L., 1753
- Utricularia tenella R.Br., 1810
- Utricularia tenuissima Tutin, 1934
- Utricularia terrae-reginae P.Taylor, 1986
- Utricularia tetraloba P.Taylor, 1963
- Utricularia tortilis Welw. ex Oliv., 1865
- Utricularia trichophylla Spruce ex Oliv., 1860
- Utricularia tricolor	St.Hil., 1833
- Utricularia tridactyla P.Taylor, 1986
- Utricularia tridentata Sylven, 1909
- Utricularia triflora P.Taylor, 1986
- Utricularia triloba Benj., 1847
- Utricularia troupinii P.Taylor, 1971
- Utricularia tubulata F.Muell., 1875
- Utricularia uliginosa Vahl, 1804
- Utricularia uniflora R.Br., 1810
- Utricularia unifolia Ruiz & Pav., 1797
- Utricularia violacea R.Br., 1810
- Utricularia viscosa Spruce ex Oliv., 1860
- Utricularia vitellina Ridl., 1923
- Utricularia volubilis R.Br., 1810
- Utricularia vulgaris L., 1753
- Utricularia warburgii Goebel, 1891
- Utricularia warmingii Kam., 1894
- Utricularia welwitschii Oliv., 1865
- Utricularia westonii P.Taylor, 1986
- Utricularia wightiana P.Taylor, 1986